# Список серий телесериала «Простые истины»
Список серий российского телесериала «Простые истины». Сериал показывался на телеэкране с 1999 по 2004 годы.

## Процесс съёмки серий
Сериал «Простые истины» снимался блоками. На момент начала телепоказа 6 сентября 1999 года было снято 12 серий. При запуске анонсировалось, что если к 1 октября сериал будет востребован зрителями, то будут продолжены съёмки, что и было сделано новыми блоками. В конце 1999—начале 2000 года продолжались съёмки. Одновременно с повтором ранних серий показывали новые.
Первые 56 серий, рассказывавшие о школе и 11"Б" классе, были целиком были показаны в августе — октябре 2000 года. По оценке Gallup Media, доля зрительской аудитории сериала составила 26%. В осенние каникулы 2000 года были сняты 24 серии, зимой 2000—2001 ещё 12 серий. Эти 36 серий запустили в телепоказ с 19 февраля 2001 года Весной 2001 года шли съёмки ещё 12 серий. Они были показаны в конце весны 2001 года. Они рассказывали о школе и о 10"Б" классе.
В 2001—2002 году шли съёмки и телепоказ о школе и новом 11"Б" классе. В феврале 2002 года анонсировалось, что будет новый 10"Б", но позже было заявлено, что 350 серия станет последней.
Данный список для удобства разделён на три части, соответствующие по сюжету периодам обучения учеников двух классов.

## Первая часть
| №  | Название                       | Описание | Основные участники | Сценарист                                                 |
| -- | ------------------------------ | --- | --- | --------------------------------------------------------- |
| 1  | Первое сентября                | Первого сентября в школу на работу не вышла новая учительница английского языка, рекомендованная завучем. Но в школу пришла другая кандидатка, которую принимают на работу, чем недовольна завуч. 11 «Б» после лета вернулся в школу. Одни ученики (Аржанова) пытаются изменить свою жизнь, а другие (Дангулов) сохранить прежние отношения. Аржанова передаривает подаренный ей букет Авдееву… | Комаров Борис Иванович, Румянцева Тамара Ивановна, Авдеев Сергей Эдуардович, Маркелова Вера Сергеевна, Апраксина Нина Андреевна, Алиса Аржанова, Андрей Дангулов, Лиза Самусенко, Миша Яковлев, Настя Румянцева | Вера Фёдорова                                             |
| 2  | Первое сентября                | Директор поручает завучу шефство над Маркеловой. Дангулов сжёг пиджак Авдеева. В школе пожар. Виновника на педсовете собираются исключить из школы… | Комаров Борис Иванович, Апраксина Нина Андреевна Румянцева Тамара Ивановна, Маркелова Вера Сергеевна, Настя Румянцева, Андрей Дангулов, Алиса Аржанова                                                          | Вера Фёдорова                                             |
| 3  | Стукач                         | Конфликт Веры Сергеевны и Миши Яковлева. В школу должно приехать телевидение. Ученики средних классов пытаются сорвать уроки. Завуч пытается привлечь на свою сторону против Маркеловой учеников 11 «Б» класса… | Маркелова Вера Сергеевна, Миша Яковлев, Румянцева Тамара Ивановна, Апраксина Нина Андреевна, Настя Румянцева, Полина Старостина                                                                                 | Дмитрий Константинов                                      |
| 4  | Стукач                         | Идёт подготовка к приезду телевидения. Школьники продолжают шалить. Конфликт Яковлева и учительницы английского языка исчерпан… | Апраксина Нина Андреевна, Комаров Борис Иванович, Маркелова Вера Сергеевна, Румянцева Тамара Ивановна, Миша Яковлев, Тутта Ларсен                                                                               | Дмитрий Константинов                                      |
| 5  | Алиби                          | Конфликт Цыбина и Геворкян. В школе появляется охрана… | Моторина Евгения Николаевна Игорь Цыбин, Карина Геворкян, Вячеслав Дронов, Андрей Дангулов, Алиса Аржанова | Елена Званцова                                            |
| 6  | Алиби                          | Цыбин подозревается в избиении пожилого человека. У него нет алиби. Настя Румянцева думает, что милиционер пришёл из-за неё… | Апраксина Нина Андреевна, Комаров Борис Иванович, Игорь Цыбин, Карина Геворкян, Настя Румянцева | Елена Званцова                                            |
| 7  | Премия                         | В школу приходит мама Егора, так как её сына обижают. 11 класс пытаются записаться на баскетбольную секцию. Учителям выдают премию, которой не все рады… | мама Егора, Егор, Денис Селивёрстов, Лужина Анна Марковна, Апраксина Нина Андреевна, Смирнова Елена Павловна | Вера Фёдорова                                             |
| 8  | Премия                         | Вопрос с премией улажен. Найден обидчик Егора… | Маркелова Вера Сергеевна, мама Егора, Егор, Денис Селивёрстов, Апраксина Нина Андреевна | Вера Фёдорова                                             |
| 9  | Сын                            | По школе идут слухи, что у учительницы химии в колонии для несовершеннолетних есть сын. Елена Павловна подаёт заявление об уходе. Егор пойман Денисом за подделкой подписи. Игорь Цыбин покупает у Лёши Бурундукова сочинение… | Смирнова Елена Павловна, Апраксина Нина Андреевна, Егор, Денис Селивёрстов, Игорь Цыбин, Лёша Бурундуков | Елена Званцова, Дмитрий Константинов                      |
| 10 | Сын                            | На уроке английского языка происходит литературная критика перевода, совершённого одним из учеников, любовного романа. Завуч интерпретирует это по-своему. Шантаж Егора продолжается… | Маркелова Вера Сергеевна, Лёша Бурундуков, Смирнова Елена Павловна, Апраксина Нина Андреевна, Егор, Денис Селивёрстов                                                                                           | Елена Званцова, Дмитрий Константинов                      |
| 11 | День рождения                  | У Апраксиной Нины Андреевны день рождения. Ученик курит на перемене, и поэтому у 11 «Б» урок физики проходит стоя. В школе появляется психолог… | Апраксина Нина Андреевна, Игорь Львович, Игорь Цыбин, Полина Старостина, Алиса Аржанова, Андрей Дангулов, Лиза Самусенко                                                                                        | Елена Званцова, Дмитрий Константинов                      |
| 12 | День рождения                  | «Месть завучу» не удалась, в этом винят Полину. Беседа психолога и завуча тоже не удалась… | Апраксина Нина Андреевна, Игорь Львович, Игорь Цыбин, Полина Старостина, Алиса Аржанова, Андрей Дангулов, Лиза Самусенко                                                                                        | Елена Званцова, Дмитрий Константинов                      |
| 13 | Борьба с предрассудками        | В школе стоит вопрос об открытии платной секции по баскетболу. Старшеклассницы увлечены гаданием. Средние классы «готовятся» к контрольной по химии… | Апраксина Нина Андреевна, Авдеев Сергей Эдуардович, Моторина Евгения Николаевна Алиса Аржанова, Максим, Никита, Денис Селивёрстов                                                                               | Сергей Сергеев                                            |
| 14 | Борьба с предрассудками        | Гаданием увлечены и работники школы. Но не все гадания сбываются так, как им положено… | Моторина Евгения Николаевна, Апраксина Нина Андреевна, Комаров Борис Иванович | Сергей Сергеев                                            |
| 15 | Принципы                       | Ученики средних классов, разучивая приёмы, разбивают стекло. Полина Старостина получает «3» по химии. В школу привозят компьютеры. В школу поступает звонок о бомбе… | Апраксина Нина Андреевна, Комаров Борис Иванович, Смирнова Елена Павловна, Максим, Денис Селивёрстов, Полина Старостина, дедушка Полины                                                                         | Елена Званцова, Дмитрий Константинов                      |
| 16 | Принципы                       | К директору в гости приходит друг детства. Ученица упала в обморок… | Комаров Борис Иванович, Игорь Петрович Скворцов, Смирнова Елена Павловна, Полина Старостина, Максим, Денис Селивёрстов                                                                                          | Елена Званцова, Дмитрий Константинов                      |
| 17 | КВН отменяется                 | 11 «Б» готовится к КВНу. Ученики средних классов пытаются заработать (на платном туалете, котятах). Из кабинета информатики похитили 25 компьютеров… | Маркелова Вера Сергеевна, Лужина Анна Марковна, Никита, Денис Селивёрстов | Дмитрий Константинов                                      |
| 18 | КВН отменяется                 | Настя Румянцева и Егор занялись фальшивомонетничеством. Старшеклассники, психолог и завуч ищут вора… | Игорь Львович, Настя Румянцева, Егор, Андрей Дангулов | Дмитрий Константинов                                      |
| 19 | Медальон для двоих             | Лиза не может разобраться в своих чувствах… | Комаров Борис Иванович, Лиза Самусенко | Елена Званцова, Дмитрий Константинов                      |
| 20 | Медальон для двоих             | Ученики младших классов съели «живое дерево». Андрей Дангулов и Лиза Самусенко проясняют отношения. Лиза распускает сплетни… | Андрей Дангулов, Егор, Лиза Самусенко | Елена Званцова, Дмитрий Константинов                      |
| 21 | Дурь                           | Елена Павловна получает весточку от сына. Лиза начинает принимать наркотики… | Лиза Самусенко, Олег из колонии, Смирнова Елена Павловна | Елена Званцова, Дмитрий Константинов                      |
| 22 | Дурь                           | Елена Павловна получает весточку от сына. Лиза начинает принимать наркотики… | Лиза Самусенко, Олег из колонии, Смирнова Елена Павловна, Андрей Дангулов | Елена Званцова, Дмитрий Константинов                      |
| 23 | День учителя                   | В день учителя старшеклассники организуют день самоуправления. Авдеев Сергей Эдуардович приносит в школу кассету… | Апраксина Нина Андреевна | Елена Званцова, Дмитрий Константинов                      |
| 24 | День учителя                   | По слухам, Андрей Дангулов собирается в иностранный легион… | Апраксина Нина Андреевна, Игорь Львович, Алиса Аржанова | Елена Званцова, Дмитрий Константинов                      |
| 25 | Женечка                        | Из колонии по амнистии возвращается сын учительницы химии. Завуч против приёма его в школу. 11 «Б» берёт мальчика под опеку… | Смирнова Елена Павловна, Апраксина Нина Андреевна, Женя Смирнов | Елена Званцова                                            |
| 26 | Классный журнал                | Цыбин распечатывает чужой реферат, не читая его. Пропал классный журнал 11 «Б»… | Игорь Цыбин, Апраксина Нина Андреевна | Татьяна Фирсова                                           |
| 27 | Культурный обмен               | Трёх учеников от школы приглашают в поездку в Лондон. Завуч выбирает Бурундукова, Старостину и Аржанову. Не все с этим согласны. 11 «Б» пригласили на зимние каникулы на спортивную базу… | Смирнова Елена Павловна, Апраксина Нина Андреевна, Лёша Бурундуков, Полина Старостина, Алиса Аржанова | Зоя Кудря                                                 |
| 28 | Дед Мороз                      | В школе идёт подготовка к Новогоднему вечеру. Дедом Морозом завуч назначает одного из учеников 11 «Б» класса. Но он уже приготовил свой номер… | Апраксина Нина Андреевна, Андрей Дангулов, Алиса Аржанова, Светлана Петровна | Сергей Сергеев                                            |
| 29 | Новогодние сюрпризы            | На Новогоднем вечере долго не появляется Снегурочка… | Алиса Аржанова, Андрей Дангулов, Лиза Самусенко | Вера Фёдорова                                             |
| 30 | Ура! Свобода!                  | Ученики 11 «Б» приехали в зимний лагерь. Они строят планы, как проведут каникулы, но у завуча своя программа, составленная «вместе с родителями учеников»… | Апраксина Нина Андреевна, отец Миши Яковлева, Авдеев Сергей Эдуардович | Наталья Сальникова                                        |
| 31 | В яблочко!                     | Турнир по дартсу приводит к серьёзному конфликту. Один из учеников экзотическим образом пытается доказать свою смелость… | Игорь Цыбин, Алексей Бурундуков | Елена Званцова, Дмитрий Константинов                      |
| 32 | Рок-урок                       | Чтобы заинтересовать ребят английским языком, учительница принесла на урок видеокассету с записью популярной рок-группы. Завуч делает свои выводы и вызывает её на беседу… | Виноградова Маргарита Валентиновна, Апраксина Нина Андреевна, Авдеев Сергей Эдуардович | Сергей Сергеев                                            |
| 33 | Самая красивая                 | Марина Королькова хочет участвовать в конкурсе красоты. Ученицы 11 «Б» класса пробуют разные способы похудеть. Психолог ищет путь к сердцу завуча. У Игоря Цыбина день рождения… | Марина Королькова, Алиса Аржанова, Игорь Львович, Апраксина Нина Андреевна, Игорь Цыбин | Светлана Василенко                                        |
| 34 | Родная школа                   | Одного из учеников 11 «Б» родители переводят в английскую спецшколу. Он не хочет этого. Пытаясь переубедить его маму, в школе устраивают спектакль… | Лёша Бурундуков | Татьяна Фирсова, Ирина Думчева                            |
| 35 | Контрольная                    | Ученики по-своему готовятся к министерской контрольной… | Апраксина Нина Андреевна | Дмитрий Константинов                                      |
| 36 | Дедушка                        | У Евгении Николаевны Моториной заболел зуб, поэтому вместо неё классный час проводит ветеран Великой Отечественной войны, дедушка одной из учениц. Он становится объектом насмешек. Его внучка требует исключения обидчиков из школы… | Евгения Николаевна Моторина, Апраксина Нина Андреевна, Полина Старостина | Елена Званцова                                            |
| 37 | Граф Зюзя                      | 11 «Б» узнаёт о том, что один ученик, возможно, потомок графов. Одноклассники вовсю веселятся, исследуя его родословную… | Артём Зюляев, Люся Мазуренко | Елена Званцова, Дмитрий Константинов                      |
| 38 | Артём Викторович               | Андрей Дангулов собирается на телеигру для поступления в МГИМО. Артём Зюляев продолжает бороться с кличкой… | Артём Зюляев, Андрей Дангулов, Апраксина Нина Андреевна | Елена Званцова, Дмитрий Константинов                      |
| 39 | Друг мой Федя                  | Игорь Цыбин нашёл под лестницей тамагочи. Ради его спасения он готов вступить в конфликт и с учителями, и с одноклассниками. Бурундуков рисует портрет… | Игорь Цыбин, Настя Румянцева | Дмитрий Константинов                                      |
| 40 | Какой прекрасный А. Б.         | Желая найти в чужой сумке тетрадь с домашним заданием, одиннадцатиклассник находит девичий дневник с признанием в любви. Цыбин решает, что речь в нём про Бурундукова… | Алексей Бурундуков | Людмила Пивоварова                                        |
| 41 | Признание в любви              | В один день Алексею Бурундукову сразу три девушки объясняются в любви. Румянцева Тамара Ивановна собирается в театр… | Алексей Бурундуков, Румянцева Тамара Ивановна | Людмила Пивоварова                                        |
| 42 | Возьмёмся за руки              | Один из учеников 11 «Б», подрабатывая по вечерам в кафе, потерял деньги. Его заставляют работать до возврата долга… | Андрей Дангулов | В титрах указан — Кара Оке, на сайте фильма Наталья Чепик |
| 43 | Ушёл из дома и вернулся        | Артём Зюляев ушёл вечером на баскетбольную секцию и не вернулся домой… | Артём Зюляев, Настя Румянцева | Зоя Кудря                                                 |
| 44 | Свадьба                        | 11 «Б» узнаёт, что Румянцева Тамара Ивановна и Авдеев Сергей Эдуардович вступают в брак. Ученики решают их поздравить. Но выясняется, что жених пропал… | Румянцева Тамара Ивановна, Авдеев Сергей Эдуардович | Людмила Пивоварова                                        |
| 45 | Новый брат                     | В школу приходит родственник Алексея Бурундукова — Руслан Алишеров. Отношения между родственниками, а также между Русланом и его новыми одноклассниками не складываются. Тамара Ивановна Румянцева увлечена гороскопами… | Алишеров Руслан, Румянцева Тамара Ивановна | Татьяна Фирсова, Елена Званцова                           |
| 46 | Неудачное свидание             | Миша Яковлев приглашает Полину Старостину в интернет-кафе, её в этот же день приглашает в кино Алексей Бурундуков. Но на следующий день многое меняется… | Полина Старостина | Наталья Сальникова                                        |
| 47 | Психологический этюд           | Три ученика ушли с факультатива на день открытых дверей в университет Нестеровой… | Алиса Аржанова, Андрей Дангулов | Светлана Василенко, Елена Званцова                        |
| 48 | Сильнодействующее средство     | Как бросить курить? Как перестать нервничать перед контрольной? Лиза Самусенко нашла выход для одноклассников… | Игорь Цыбин, Алиса Аржанова, Лиза Самусенко | Сергей Сергеев                                            |
| 49 | Деньги                         | Артём Зюляев написал за Андрея Дангулова вступительный тест в платный вуз. Виноградова Маргарита Валентиновна занимается продажей косметики… | Артём Зюляев, Андрей Дангулов, Игорь Цыбин, Виноградова Маргарита Валентиновна | Дмитрий Константинов, Елена Званцова                      |
| 50 | Страсти по Шекспиру            | Успех Алисы Аржановой, сыгравшей Джульетту в любительском спектакле, приводит к двум ссорам… | Алиса Аржанова, Андрей Дангулов, Игорь Цыбин | Дмитрий Константинов, Елена Званцова                      |
| 51 | Кем быть?                      | Старшеклассники выбирают, куда поступать, и ради этого проходят тест… | Апраксина Нина Андреевна, Полина Старостина, Алексей Бурундуков | Дмитрий Константинов, Елена Званцова                      |
| 52 | В ожидании бала                | У одиннадцатиклассников появилась возможность провести выпускной бал на корабле. Но нужно сдать по 50 долларов… | Полина Старостина, Лиза Самусенко, Миша Яковлев | Вера Фёдорова                                             |
| 53 | Последний звонок               | Мальчики обидно пошутили над одноклассницами… | Карина Геворкян, Игорь Львович, Игорь Цыбин, Лиза Самусенко | Дмитрий Константинов, Елена Званцова                      |
| 54 | Сочинение                      | Полину Старостину перед экзаменом по литературе разыграли одноклассники… | Полина Старостина, Алексей Бурундуков | Татьяна Фирсова                                           |
| 55 | Ужасная физика                 | Перед экзаменом по физике на завуча школы поступает жалоба, и на экзамен приходят проверяющие… | Апраксина Нина Андреевна, Артём Зюляев | Дмитрий Константинов, Елена Званцова                      |
| 56 | Когда уйдём со школьного двора | 11 «Б» приготовил сюрприз, но не такой, как планировали… | Лиза Самусенко, Алиса Аржанова, Андрей Дангулов, Артём Зюляев, Миша Яковлев | Людмила Пивоварова, Елена Званцова                        |

## Вторая часть (10 «Б»)
| №   | Название                   | Описание | Основные участники                                                                | Сценарист            |
| --- | -------------------------- | --- | --------------------------------------------------------------------------------- | -------------------- |
| 57  | День знаний                | 1 сентября в школу приходят новые десятиклассники, а вчерашние выпускники навещают школу… | Люся Мазуренко, Игорь Цыбин                                                       | Елена Званцова       |
| 58  | Новенькая                  | В класс приходит Валерия Пронина. Не всё прошло гладко… | Валерия Пронина, Люся Мазуренко                                                   | Настя Карева         |
| 59  | Искусство компромисса      | Завуч просит одного из родителей написать статью о директоре. Егорову подкладывают ручку с секретом… | Катя Трофимова, Максим Егоров, Дима Карпов                                        | Людмила Пивоварова   |
| 60  | Спасибо, выручили!         | Сосновский сжёг осциллограф. За провинность завуч запрещает участвовать в соревнованиях… | Матвей Сосновский, Сергей Эдуардович, Нина Андреевна                              | Сергей Сергеев       |
| 61  | Сладкая парочка            | В школе решили устроить грандиозную дискотеку. Ученики старших и младших классов к ней готовятся… | Дима Карпов, Катя Трофимова, Максим Егоров                                        | Наталья Сальникова   |
| 62  | Химия и жизнь              | Белкин помогает одноклассникам, но об этом узнают учителя… | Паша Белкин, Максим Егоров, Дима Карпов                                           | Арсений Конецкий     |
| 63  | Сильная личность           | Люся Мазуренко ведёт активную торговлю. В это вовлекаются учителя и ученики… | Лида Иванова, Максим Егоров, Ольга Давыдовна                                      | Настя Карева         |
| 64  | Учитель года               | Для участия кандидата в конкурсе нужно снять о нём фильм. Каким должен быть фильм? У детей и взрослых разные представления об этом… | Ольга Давыдовна, Светлана Петровна Тихомирова                                     | Настя Карева         |
| 65  | Противостояние             | Стоит ли отстаивать свою любовь кулаками?.. | Матвей Сосновский                                                                 | Наталья Сальникова   |
| 66  | Пощёчина                   | Родитель одного из учеников поставил компьютеры в школу. Учительница дала ученице пощёчину… | Матвей Сосновский, Люся Мазуренко, Виноградова Маргарита Валентиновна             | Николай Истомин      |
| 67  | Азартные игры              | Школу охватывает эпидемия азартных игр. Проигрываются целые «состояния». Но тут неожиданно в игру вступают пара учителей с богатым карточным прошлым. Кто победит?.. | Павел Сергеевич, Сергей Эдуардович, Нина Андреевна, Тамара Ивановна               | Дмитрий Константинов |
| 68  | Расписание уроков          | Тренер по плаванию не берёт в свою группу троечников, а ты веришь, что из тебя получится настоящий спортсмен. Что случится, если ты запишешься в секцию под чужим именем?.. | Максим Егоров, Руслан Алишеров, Сергей Эдуардович                                 | Людмила Пивоварова   |
| 69  | Идиот                      | Школьный психолог проводит тест, результаты которого приводят к конфликту. Анжелика выбирает парня по гороскопу… | Максим Егоров, Павел Белкин, Руслан Алишеров, Анжелика Селивёрстова, Лида Иванова | Ильяс Достоевский    |
| 70  | Неделя милосердия          | Можно ли измерить милосердие килограммами? Иногда нужно посмотреть в глаза обездоленному ребёнку и понять, что ты можешь сделать именно для него… | Ксения Лисицына, Маргарита Валентиновна Виноградова                               | Настя Карева         |
| 71  | Взятка                     | Люся Мазуренко пытается получить пятёрку по химии при помощи взятки… | Люся Мазуренко, Елена Павловна Смирнова, Нина Андреевна Апраксина                 | Сергей Сергеев       |
| 72  | Караоке по-русски          | Как непросто Царёвой признаться Мазуренко, что Карпов весь вечер ухаживал за ней в ресторане за оговорённую плату. Особенно, если из общественных денег пропала значительная сумма.. | Наташа Царёва, Артём Зюляев, Дима Карпов                                          | Арсений Конецкий     |
| 73  | Собака Баскервилей         | Для того, чтобы привлечь внимание девочки, которая тебе нравится, можно пойти на многое. А если поразить её воображение с помощью светящегося фосфора?.. |                                                                                   | Людмила Пивоварова   |
| 74  | Измена                     | Первая любовь и первое разочарование. Что делать Трофимовой, если она узнала, что Карпов встречается с Мазуренко, её вечной соперницей?.. |                                                                                   | Наталья Сальникова   |
| 75  | Право на ошибку            | Кажется, что никогда не может быть взаимопонимания между сыном и отцом, ушедшим из семьи. Но вот школьные компьютеры поражает вирус, и отец готов сделать всё, чтобы вытащить сына из неприятной ситуации… |                                                                                   | Елена Званцова       |
| 76  | Эпидемия                   | В школе разразилась эпидемия гриппа. У учителей сплошные больничные, а избежавшие болезни педагоги вынуждены работать за троих. Тем временем один из учеников, чтобы пропустить четвертные контрольные, просто мечтает заболеть. Но как это сделать?.. |                                                                                   | Вера Фёдорова        |
| 77  | Воскресник                 | Когда у тебя есть деньги, ты можешь всё. Но как сложно убедить завуча, что на свои кровно заработанные ты вправе нанять бригаду мойщиков и не возиться с тряпкой сам… |                                                                                   | Арсений Конецкий     |
| 78  | Практикант                 | Если вас зовут Александр Сергеевич Пушкин, вашему появлению будут рады в любом коллективе. Только вот сумеете ли вы справиться с 10 «Б» и поставить пятёрку по физике тому, кто её действительно заработал?.. |                                                                                   | Арсений Конецкий     |
| 79  | Таланты и поклонники       | Иногда тебе кажется, что ты никому не интересен и одинок. Но когда попадаешь в сложную ситуацию, то оказывается, что откликаются все. Может быть, просто ты сам был недостаточно внимателен к окружающим… |                                                                                   | Людмила Пивоварова   |
| 80  | Глаза твои, как два океана | Мазуренко случайно находит в парте тетрадь Алишерова, всю исписанную стихами о любви. Возникает естественный вопрос: кому посвящены эти любовные послания?.. |                                                                                   | Наталья Сальникова   |
| 81  | Гуд бай, Америка!          | Учительница химии уезжает с мужем в Америку. Теперь её сын, раньше ничем не примечательный, станет обеспеченным американцем с блестящим будущим. Кое-кого эта новость побуждает к весьма активным действиям… |                                                                                   | Елена Званцова       |
| 82  | Фанатка                    | Царёва и Селивёрстова решают вступить в фан-клуб известного певца. Но оказывается, что членам клуба надо повсюду следовать за кумиром, караулить у его подъезда. Девушки едут за певцом в другой город и пропадают. Их родители в панике… |                                                                                   | Елена Званцова       |
| 83  | Анжелика в гневе           | Кому нужно подбрасывать в школе номера модного журнала с фотографией Селивёрстовой? Только частное расследование отличит жертву от шантажиста… |                                                                                   | Настя Карева         |
| 84  | Горе от ума                | Даже самый продуманный способ избежать контрольной работы может дать сбой, когда в дело вступает человеческий фактор… |                                                                                   | Настя Карева         |
| 85  | Настоящий полковник        | Очень заманчиво заработать на славе одноклассницы. Только как заручиться её согласием, не раскрывая своего меркантильного интереса?.. |                                                                                   | Настя Карева         |
| 86  | Кактус                     | Сердечная тайна Прониной, опрометчиво доверенная последней странице тетрадки, становится известна всему классу. Как поведёт себя «объект» девичьей любви? Будет ли прощена Трофимова, выдавшая тайну? И кому предназначается цветущий кактус, оставленный за порогом класса?..                                                                                 |                                                                                   | Елена Званцова       |
| 87  | Тайны мадридского двора    | Как надо ухаживать за девушкой, чтобы она ответила взаимностью? Чтобы научить Алишерова, Вайнштейн показывает это на подруге «объекта любви». Но дело принимает неожиданный поворот… |                                                                                   | Ярослава Сергиева    |
| 88  | Простые                    | Сможет ли молодой классный руководитель защитить интересы школьной музыкальной группы, если завуч считает себя знатоком поэзии, а тексты сочинённых песен — графоманией?.. |                                                                                   | Арсений Конецкий     |
| 89  | Интересная газета          | Что делать, если не хватает денег на досуг? Можно сделать коммерческую школьную газету и печатать в ней рекламу за деньги. Но вот беда: газета получается чересчур скандальной… |                                                                                   | Николай Истомин      |
| 90  | Выбор                      | У Лиды Ивановой серьёзная проблема — девушка опасается, что она беременна. Ситуация осложняется тем, что даже раньше родителей об этом узнаёт завуч школы… |                                                                                   | Елена Званцова       |
| 91  | Машина времени             | Гриндерс участвует в научном эксперименте. Но можно ли использовать представившиеся уникальные возможности в своих корыстных целях?.. |                                                                                   | Александр Васильев   |
| 92  | День всех влюблённых       | Встретить настоящую любовь — большая удача! Но всегда ли нужно отказываться от того, что тебе дорого, ради любимого человека?.. |                                                                                   | Настя Карева         |
| 93  | Отроки во вселенной        | Отношения Прониной и Калитина бурно развиваются. Лёша хочет перевестись в 10 «Б». Но как это сделать, ведь Апраксина — против!.. |                                                                                   | Настя Карева         |
| 94  | Психоанализ                | Порой для того, чтобы написать гениальное литературное произведение, надо детально изучить тему, проблему, героев и их психологию. Юный писатель-фантаст Вайнштейн по совету друга с этой целью влезает в шкуру психа!.. |                                                                                   | Владимир Громов      |
| 95  | Если б я был султан        | Завтра в школе будет отмечаться праздник 8 Марта. Ребята 10 «Б», собравшись без девчонок, думают, как будут их поздравлять. В это время приходит Апраксина и объявляет, что пришла информация из военкомата… |                                                                                   | Николай Истомин      |
| 96  | Почти взрослые игры        | От 10 «Б» класса надо выбрать одного представителя в школьный совет. Апраксина предлагает кандидатуру Лисицыной. Но Гриндерс возмущён: где же демократия?.. |                                                                                   | Александр Жуков      |
| 97  | Неограниченный доступ      | В канцелярии постоянно зависает компьютер. На помощь приходят два «великих» компьютерных мастера — Вайнштейн и Гриндерс. Они убеждают секретаршу, что над починкой компьютера им придётся провозиться весь вечер… |                                                                                   | Владимир Громов      |
| 98  | Пять уроков                | Гриндерс, Белкин и Князев обсуждают вечно злющую стукачку Лисицыну. Если женщина злая — значит, она не удовлетворена в любви! Просто необходимо сделать так, чтобы она в кого-нибудь влюбилась — сразу подобреет и перестанет стучать… |                                                                                   | Ярослава Сергиева    |
| 99  | Весна                      | Весна влияет на учеников. В школу приходит новая учительница по химии Ольга Дмитриевна Бородина. Князеву понравилась молоденькая учительница. Он заключает пари с ребятами из класса, что влюбит в себя химичку за неделю и даже поцелует её!.. |                                                                                   | Ярослава Сергиева    |
| 100 | Они среди нас              | У Вайнштейна есть подозрения, что учителя — роботы. Поверят ли ему одноклассники?.. | Данила Вайнштейн, Апраксина Нина Андреева                                         | Александр Васильев   |
| 101 | Аэробика                   | Девчонки из 10 «Б» класса решили всерьёз заняться своим здоровьем и совершенствованием фигур с помощью аэробики! К девчонкам присоединяются учительницы по химии и английскому. К ним же пристроился и Гриндерс. Самое удобное место для занятий — это класс. Но завуч школы Апраксина категорически против этого…                                             |                                                                                   | Людмила Пивоварова   |
| 102 | Пацифист                   | Гриндерс и Вайнштейн объясняют полковнику Калитину свой отказ от изучения военного раздела ОБЖ тем, что они убеждённые пацифисты… |                                                                                   | Настя Карева         |
| 103 | Очки                       | У Лиды Ивановой серьёзная проблема: у неё упало зрение до −3. На этой почве у девушки возникает подростковый комплекс. Она никому не говорит о своём плохом зрении и, главное, отказывается носить очки. Причина этого в том, что Лида боится стать предметом для насмешек одноклассников и думает, что её молодой человек начнёт стесняться девушки-очкарика… |                                                                                   | Людмила Пивоварова   |
| 104 | Промоутеры и супервайзеры  | Белкину срочно нужны деньги. Гриндерс придумывает шикарное развлечение: он предлагает однокласснику поработать в одной из рекламных контор промоутером и рекламировать в школе пейджеры… |                                                                                   | Елена Званцова       |

## Третья часть (11 «Б»)
| №   | Название                             | Описание | Основные участники | Сценарист                                                                    |
| --- | ------------------------------------ | --- | --- | ---------------------------------------------------------------------------- |
| 105 | Вот и лето прошло…                   | Андрей Дангулов и мама Аржановой приводят в первый класс сестрёнку Аржановой — Полину. Князев по-прежнему страдает по Бородиной. Но больше всех ждёт начала учебного года Лёша Калитин — он не виделся с Лерой Прониной всё лето… | | Настя Карева                                                                 |
| 106 | Чья правда?                          | К Румянцевой приехал бывший муж, чтобы восстановить прежние отношения. Но он узнаёт, что она вышла замуж за Авдеева. Между мужчинами назревает драка. Но начавшийся футбольный матч по телевизору отвлекает обоих от конфликта. Оказавшись болельщиками одной команды, мужчины мирятся… | | Александр Васильев                                                           |
| 107 | Девичник                             | Двое бывших учеников Бурундуков и Цыбин договариваются с директором открыть в школе коммерческую палатку. День открытия они решили отметить в школе с Лидой Ивановой и Катей Трофимовой. Но посиделки в столовой с пивом и музыкой нарушила завуч школы… | | Алёна Константинова                                                          |
| 108 | Дамы с собачками                     | Моторина пристраивает в школе двух щенков. Князев дарит одного щенка Бородиной, пытаясь добиться её расположения. Завуч категорически против собак в школе, но в результате неожиданно сама жалеет самого сердитого и неприкаянного щенка и берёт его к себе домой… | | Настя Карева                                                                 |
| 109 | Таинственная незнакомка              | Гриндерс в Интернете познакомился с таинственной незнакомкой. Гриндерс уже считал её своей в доску девчонкой. Он уже хотел даже назначить ей свидание. Каково же было его удивление, когда он узнал, что таинственная незнакомка — завуч школы… | | Наталья Котова                                                               |
| 110 | Бизнес по-джентльменски              | Коммерческая фирма в рекламных целях решила устроить в школе экономическую игру. В качестве платёжного средства должны использоваться нарисованные от руки «деньги» с логотипом фирмы. Князеву и Гриндерсу удаётся снять копию с образца и размножить. Но обман раскрывается… | | Николай Истомин                                                              |
| 111 | Клептоманка                          | Гриндерс подбрасывает Лисицыной в сумку свои вещи и разыгрывает товарищей, что Ксения стала клептоманка. Вдруг в классе действительно стали пропадать вещи. Гриндерсу становится не до розыгрышей… | | Николай Истомин                                                              |
| 112 | Слуга                                | Данила Вайнштейн проигрывает Сосновскому в очко, денег у него нет, и он становится слугой Матвея. Но рабская доля оказывается слишком унизительной. Особенно неловко перед Наташей Царёвой. Удастся ли Даниле найти выход из этой ситуации?.. | | Ирина Гелос                                                                  |
| 113 | Шесть мячей                          | Грядёт министерское сочинение. Лиде Ивановой во что бы то ни стало надо получить хорошую оценку. В школьном архиве она находит папку с лучшими сочинениями прошлых лет. Но Лида получает двойку. Сочинение, которое она списала, оказалось написанным двадцать лет назад учительницей литературы… | | Алина Рубик, Настя Карева                                                    |
| 114 | Презентация                          | Данила Вайнштейн написал фантастический роман. Наташа Царёва посоветовала устроить в школе презентацию его сочинения. Но реакция приглашённых товарищей и учителей оказалась совершенно неожиданной… | | Людмила Пивоварова                                                           |
| 115 | Стрелка                              | Люся Мазуренко поссорилась с Лидой Ивановой и назначила ей «стрелку», обещая привести с собой ещё пять человек. Лида в отчаянии. Но её выручает Лера Пронина… | | Людмила Пивоварова                                                           |
| 116 | Видеопроект                          | Гриндерс и Князев ищут способы заработать прямо в школе. В это время второклассник Коля тайком носит в школу кассеты из видеопроката старшего брата. Гриндерс помогает Коле вернуть «заигранную» кассету и организует с Князевым совместный видеопрокат. Предприятие имеет финансовый успех — приятели за неделю умудряются раздать все долги и уже собираются расширять бизнес. Но тут в школу приходит старший брат Коли и выставляет комбинаторам счёт… | | Настя Карева                                                                 |
| 117 | Клонирование                         | Трофимова приглашает Гриндерса в кафе. На следующей перемене он узнаёт, что она пригласила в кафе и Климова. Ребята пытаются выяснить отношения. Но оказалось, что у Трофимовой есть сестра-близняшка… | | Людмила Пивоварова                                                           |
| 118 | Синяя птица                          | Мазуренко мстит не отпустившей её с урока Моториной — падает в обморок на уроке. Когда симуляция вскрывается, в школу вызывают родителей Мазуренко. Люся хитрит и приводит в школу отца, с которым её мама в разводе. В ходе педагогической беседы Моторина и отец Люси проникаются взаимной симпатией… | | Настя Карева                                                                 |
| 119 | Торт-мороженое                       | Поссорившись с Анжеликой Селивёрстовой, Люся Мазуренко решает отомстить весьма изысканным способом — накануне выступления, под предлогом своих именин, Мазуренко «скармливает» ей торт-мороженое. Селивёрстова теряет голос, а у Мазуренко появляется возможность попасть в группу «Простые»… | | Ирина Гелос                                                                  |
| 120 | Несостоявшаяся встреча               | Учитель литературы задерживается, и ребята решают «не тратить время зря» и отправиться на Красную площадь, где у модной группы, приехавшей в Москву на гастроли, намечена экскурсия. Но оказалось, что музыканты изменили планы — в то время, когда ребята ждали их на Красной площади, группа направилась как раз в их школу… В школе назревает скандал в связи с прогулом, а 11 «Б» — фанаты группы, оказывается единственным классом, оставшимся без билетов на концерт… | | Ирина Гелос                                                                  |
| 121 | Список Гриндерса                     | Гриндерс жестоко «прикалывает» Лисицыну — неожиданно даже те, кто раньше смеялся над его приколами, встают на защиту Лисицыной. Гриндерс идёт к психологу и просит у него помощи — он решил стать таким, как все. Психолог просит Гриндерса составить дома список из своих положительных и отрицательных характеристик. На следующий день 11 «Б» на ушах — Гриндерс пришёл в школу в строгом костюме, в галстуке, гладко причёсанным и в лакированных ботинках. Он принёс психологу «список» (среди проблем, от которых он хочет избавиться — клаустрофобия, неуверенность в себе и проч.) Список попадает в руки к Белкину, и тот мстит за Лисицыну — вывешивает «список» на всеобщее обозрение. Гриндерс становится объектом насмешек. Как ни странно, единственным, кто его понимает, оказывается Лисицына… | | Настя Карева                                                                 |
| 122 | Интриганы                            | Калитин, Вайнштейн и Мазуренко неудачно пошутив, поссорили Гриндерса и Трофимову. В надежде их помирить, ребята придумывают интригу: Трофимовой внушают, что в неё влюблён Гриндерс; Гриндерсу, что Трофимова к нему неравнодушна. Но, неожиданно для них, интрига раскрывается… | | Ирина Гелос                                                                  |
| 123 | Субботник                            | Отлынивая от субботника, Белкин, Калитин и Гриндерс играют в карты на раздевание. Белкин проигрывает, и Моторина случайно уносит его одежду. Выручая друга, Калитин и Гриндерс находят ему другую одежду. Хозяином этой одежды оказывается Авдеев. И когда субботник для всех заканчивается, для Белкина, Калитина и Гриндерса он только начинается… | | Ирина Гелос, Тамара Надариешвили                                             |
| 124 | Где ты, Вася?                        | Калитин обнаруживает пропажу манекена из кабинета ОБЖ. Его подозрения падают на Мазуренко и Царёву. Виноградова защищает свой класс. В конце концов, Васю приносит уборщица баба Аня, которая приводила его в порядок… | | Настя Карева                                                                 |
| 125 | Назло кондуктору                     | Лёша Калитин поругался с отцом. Чтобы досадить ему, Лёша решил остаться ночевать в школе. Но поволноваться пришлось ему самому, когда он узнал, что отец тоже не ночевал дома. Военрук вместе с директором школы вставляли стёкла и ремонтировали дверь Рузиной, квартиру которой ограбили хулиганы… | | Татьяна Гурьянова                                                            |
| 126 | Бабушка                              | У Мазуренко день рождения. В школу прямо с пирогами приезжает из деревни её бабушка и угощает одноклассников. Мазуренко считает, что старомодная родственница позорит её, и уходит из класса. Но бабушка нашла общий язык не только с классным руководителем, но и с учениками… | | Татьяна Гурьянова                                                            |
| 127 | Кошмар                               | Гриндерс всю ночь смотрел фильмы ужасов, поэтому заснул на уроке. Ему приснился страшный сон, в котором он был основным участником. Гриндерс рассказывает ребятам свой сон. Те решают его разыграть. После такого розыгрыша Гриндерс поклялся больше не смотреть по ночам ужастики… | | Людмила Пивоварова                                                           |
| 128 | Радионяня                            | Военрук, готовясь к комиссии МЧС, проверяет школьную радиоточку. Но старенькая радиостанция становится яблоком раздора между учителями и учениками… | | Лариса Бочарова, Настя Карева                                                |
| 129 | Секрет Бэтмана                       | Князев оказывает знаки внимания Бородиной, но понимает, что она никогда не согласится пойти с ним на концерт. Поэтому он хитростью вручает ей билет, уверяя, что сам он пойти не может. Когда Бородина узнаёт правду, она отдаёт билет Гриндерсу. Князев страдает… | | Настя Карева                                                                 |
| 130 | Любовная записка                     | Лисицына настучала учителю физики, что Мазуренко списала на контрольной. Та решает отомстить. Алишеров, идя на поводу у Мазуренко, пишет любовную записку Пушкину от имени Лисицыной. По школе начинают ползти слухи об их романе. Назревает скандал… | | Тамара Надареишвили                                                          |
| 131 | Golden Illusion                      | Чтобы ученики могли побыть в шкуре взрослых, пожить их заботами, учительница химии организует в школе коммерческую игру. Каждый ученик может организовать своё предприятие. 11 «Б» создаёт рекламную фирму. Каково же было удивление ребят, когда созданный ими буклет «Гриндерс» купила фирма-производитель… | | Ярослава Сергиева                                                            |
| 132 | Невольник чести                      | Чтобы защитить себя от назойливых ухаживаний Князева, Бородина активно подчёркивает свои дружеские отношения с Пушкиным. Однако это лишь вызывает ревность Князева и распаляет его чувство. Князев вызывает Пушкина «на дуэль», Пушкин его высмеивает, и Князев затевает драку… | | Настя Карева                                                                 |
| 133 | Кулинарный рецепт                    | Намечается день рождения школы. 11 «Б» готовится к празднику. Девчонки пекут для конкурса пироги, а ребята сами паяют светомузыку. Завуч и директор школы, чтобы не ущемлять инициативу 11 «Б», пытаются тайно помогать школьникам. Но, как оказалось, светомузыка и кулинарное искусство не всем учителям по плечу… | | Людмила Пивоварова                                                           |
| 134 | Ограбление по…                       | Вайнштейн хочет доказать Царёвой, что ради неё он способен на многое. Но не знает, как. Белкин решает помочь другу. Они вынашивают план ограбления учителей, но грабить не собираются. Ребята понимают, что Царёва отговорит их от криминала и им не придётся идти на преступление. Зато как повысится авторитет Вайнштейна в глазах девушки! Но разработанный план пошёл по другому сценарию, и Вайнштейн оказался посрамлённым… | | Людмила Пивоварова                                                           |
| 135 | Крутой маршрут                       | Полковник собирает школьную команду для соревнований по ОБЖ. Никто не хочет тратить время, но когда выясняется, что команду на неделю освободят от занятий, появляется много желающих — и полковнику приходится устраивать конкурсный отбор в команду. Всё это происходит на фоне поисков пропавшего ребёнка, у которого Иванова подрабатывает «бонной»… | | Арсений Конецкий                                                             |
| 136 | Приворотное зелье                    | Аня влюбилась в Егорова и не знает, как обратить его внимание на себя. Анжелика берётся помочь подруге. Она достаёт приворотное зелье. Но вот незадача, Гриндерса никак не удаётся заставить его выпить… | | Анна Фенченко, Ольга Дарфи                                                   |
| 137 | Большой Кондратий                    | Гриндерс узнаёт, что охранники по непонятной причине боятся оставаться ночью в школе. Вместе с Вайнштейном и Калитиным он выясняет, что давным-давно из подвала дома, на месте которого стоит школа, таинственным образом пропала девушка. И с тех пор, согласно легенде, её привидение не обретёт покоя, пока на этом месте её не поцелуют… | | Настя Карева                                                                 |
| 138 | Семейные тайны                       | Лёша Калитин взволнован. Он получил письмо от матери. Лёша предъявляет претензии отцу: тот всегда говорил, что мать умерла. Лёша ссорится с отцом и просит Комарова разрешить ему перевестись в другую школу. Полковник в отчаянии. Лёша ссорится с Прониной. Рузина поддерживает полковника в сложной ситуации. Калитину удаётся поговорить с сыном по душам… | | Настя Карева                                                                 |
| 139 | Руслан и Людмила                     | Вайнштейн решает в очередной раз помочь Алишерову привлечь Люсино внимание. Вайнштейн просит Царёву «сыграть в любовь» с Алишеровым, чтобы заинтриговать Мазуренко и вызвать её интерес. Вайнштейн и Царёва разыгрывают публичный скандал. Царёва уходит домой с Алишеровым. В результате Мазуренко, осудив подругу и коварного Алишерова, всерьёз увлекается Вайнштейном. А Царёва ссорится с Вайнштейном по-настоящему… | | Настя Карева                                                                 |
| 140 | Коварство и любовь                   | Вайнштейн попадает в сложную ситуацию. Он чувствует себя виноватым перед Алишеровым, а в довершение всего, Вайнштейн понимает, что ему одновременно нравятся и Царёва, и Мазуренко. Вайнштейн доверяет свои сердечные переживания Лисицыной. Лисицына мирит Царёву и Вайнштейна, но внезапно сама поддаётся всеобщей любовной лихорадке… | | Настя Карева                                                                 |
| 141 | Незваный гость                       | На окружной олимпиаде Лисицына познакомилась с Анатолием Волковым. И каково было её удивление, когда он пришёл к ней в школу. Скромная Лисицына оказалась не готовой к тому, что за ней может ухаживать молодой человек. Она пытается разными способами избавиться от Волкова, но тот оказывается очень настойчивым. Анатолий забирает документы из своей школы и переводится в 11 «Б»… | | Рауф Кубаев                                                                  |
| 142 | Бойкот                               | Всем классом 11 «Б» отправился в театр. Но ребята не проводили девушек до дома, несмотря на позднее время. Девочки обиделись на мальчиков и решили объявить им бойкот. Как же ребята загладят свою вину?.. | | Рауф Кубаев                                                                  |
| 143 | Букет                                | Так совпало, что в один день сразу два праздничных события: именины у Лисицыной и десятилетие работы в школе у Моториной. Но в силу ряда причин в школе оказался всего один букет цветов, а поздравить надо обеих. Как же выкрутятся ребята из этой ситуации?.. | | Рауф Кубаев                                                                  |
| 144 | Гамлет                               | Данила Вайнштейн ставит в школе великого Шекспира. Но вот проблема: у Егорова никак не выходит роль Гамлета, хотя Даня уверен, что лучшего актёра, чем Гриндерс, на эту роль просто не найти. Чтобы помочь Егорову, девчонки придумывают хитрый ход… | | Рауф Кубаев                                                                  |
| 145 | Проверка на прочность                | Селивёрстова влюбилась в учителя физики, а тот не отвечает на её знаки внимания. Мазуренко даёт подруге советы, но та не верит в их пользу. На спор Мазуренко проверяет свои любовные методы на Волкове… | | Рауф Кубаев                                                                  |
| 146 | Захват                               | Банда уголовников захватила в заложники 11 «Б». Они требовали деньги и наркотики. Прибывший наряд ОМОНа долго вёл переговоры с преступниками. Неизвестно, чем бы всё это кончилось, если бы не находчивость Мазуренко и Волкова… | | Рауф Кубаев                                                                  |
| 147 | Практический Инь-Янь                 | Лисицына в первый раз в жизни решила списать. Она испугалась, что за «четвёрку» по математике Волков будет хуже к ней относиться. Случайно он узнаёт о намерении Ксении. Между ними конфликт. Лисицына кается, и Волков берёт её на поруки… | | Лариса Бочарова, Настя Карева                                                |
| 148 | Папа Лёша                            | Волнуясь за беременную жену, которая вот-вот должна родить, Сергей Эдуардович совсем забыл про старшую дочь Настю. И тут как нельзя кстати появился Лёша Калитин, в очередной раз поссорившийся со своей девушкой… | | Ярослава Сергиева                                                            |
| 149 | Прикид                               | Администрация школы в принудительном порядке вводит обязательную школьную форму. 11 «Б» придумывает оригинальный способ борьбы с этим нововведением… | | Елена Званцова                                                               |
| 150 | Сватовство майора                    | Люся Мазуренко хочет познакомить свою мать с мужчиной и избавиться от чрезмерной опеки. Но всё пошло немного не так… | | Татьяна Гурьянова                                                            |
| 151 | Полчища грызунов                     | Гриндерс и Белкин придумывают гениальный план, как не писать сочинение и поучаствовать в розыгрыше BMW… | | Елена Званцова                                                               |
| 152 | Детективная история                  | Кто-то украл ключ и закрыл в классе сейф, в котором хранятся химикаты. У Бородиной есть все основания подозревать в этом Белкина. Чтобы снять необоснованные обвинения, он проводит собственное расследование… | | Сергей Сергеев                                                               |
| 153 | Война и мир                          | Когда любимый вдруг начинает обманывать, то кажется, что жизнь кончена. Местная сплетница уверяет, что он тусовался на вечеринке с девушками, а сам любимый что-то мямлит про заболевшего друга. Кому верить?.. | | Елена Званцова                                                               |
| 154 | Линии судьбы                         | У учительницы литературы Евгении Николаевны Денисовой юбилей. Бывшие ученики готовят сюрприз для любимого педагога… | | Настя Карева                                                                 |
| 155 | Уроки английского                    | Лёша Бурундуков пришёл в школу на практику. И всё бы хорошо, да только практика будет в классе его девушки Лиды, которая от этой новости абсолютно не в восторге… | | Настя Карева                                                                 |
| 156 | Служебный роман                      | У физика и химички развиваются отношения, что абсолютно не устраивает двоих учеников из 11 «Б»… | | Полина Гудиева                                                               |
| 157 | Побочный эффект                      | Павел Белкин решил устроиться барменом в кафе. Для этого необходимо выполнить всего одно условие — приготовить необычный коктейль. Волков незаслуженно оскорбил Лисицыну. Селивёрстова помогает Лисицыной поставить на место обидчика… | | Рауф Кубаев                                                                  |
| 158 | Побочный эффект                      | Для приготовления коктейля Белкин обратился за помощью к гению класса Анатолию Петровичу Волкову. Волков берётся за решение данной задачи. И всё бы хорошо, если бы не один побочный эффект… | | Рауф Кубаев                                                                  |
| 159 | Ради любимого                        | Мама Вайнштейна недовольна, что Данила, будучи сыном профессора, встречается с Царёвой: её не устраивает социальный статус мамы Наташи. Казалось бы, дружба двух подростков на грани развала. Но Царёва сумела завоевать симпатию родителей Вайнштейна… | | Татьяна Гурьянова                                                            |
| 160 | Гриндерс. Прерванный полёт           | О том, как обычный прыжок с парашютом обернулся большими неприятностями… | | Настя Карева                                                                 |
| 161 | Лисицына-Задунайская                 | Обычная игра в «бутылочку» привела к огромной ссоре… | | Елена Званцова                                                               |
| 162 | Подполковнику никто не пишет         | Горе тому, кто обидит Люсю Мазуренко. Но её изощрённая месть получит счастливое завершение… | | Настя Карева                                                                 |
| 163 | Ипохондрики                          | Простая медицинская энциклопедия поставила 11 «Б» на грань катастрофы. Учителю физики внушают, что у него проблемы с психикой… | | Елена Званцова                                                               |
| 164 | По законам Шариата                   | Лера Пронина не подготовилась к контрольной по физике, и Паша Белкин придумал для неё гениальное решение проблемы — стать женщиной Востока… | | Елена Званцова                                                               |
| 165 | Пятница, 13                          | Наступила пятница, 13 — день тотального невезения для всех, кроме Гриндерса… | | Людмила Пивоварова                                                           |
| 166 | Чёрный PR 1                          | Вайнштейн решил доказать школьному психологу, что при помощи пиара из тюфяка Алишерова можно сделать гуру… | | Елена Званцова                                                               |
| 167 | Чёрный PR II                         | Вайнштейн продолжает демонстрировать чудеса чёрного пиара… | | Елена Званцова                                                               |
| 168 | Чёрный PR, момент истины             | Чёрный пиар дал совершенно не те результаты, на которые рассчитывал Вайнштейн. Однако покончить с этим оказалось не так-то просто… | | Елена Званцова                                                               |
| 169 | Закорючка                            | У Вайнштейна с банковской карточки пропали деньги. Первый подозреваемый — Гриндерс… | | Елена Званцова                                                               |
| 170 | Игра в морковь                       | Волков всё своё время тратит на бывшую одноклассницу. Ревность Лисицыной абсолютно необоснованна… | | Настя Карева                                                                 |
| 171 | Папа в командировке                  | Папа Лёши Калитина уезжает в командировку, и Лёша устраивает вечеринку. Девушка Индира, случайно попав на вечеринку, чуть не стала яблоком раздора между Лерой и Лёшей… | | Кристина Кобзева                                                             |
| 172 | Первая любовь                        | Школьный психолог Павел Сергеевич встречает свою первую любовь, которой он в своё время так и не смог признаться в симпатии. Старые чувства вспыхивают вновь, вот только взаимны ли они?.. | | Людмила Пивоварова                                                           |
| 173 | Места для поцелуев                   | Полковник не доволен отношениями сына с Лерой. Влюблённые отстаивают своё право на любовь… | | Настя Карева                                                                 |
| 174 | Красавица и чудовище                 | Гриндерсу нравится Катя Трофимова. Но вот проблема: будет ли серьёзная девушка встречаться с тем, кого все считают «шутом»?.. | | Настя Карева                                                                 |
| 175 | Талисман                             | У психолога важное свидание, и, как назло, пропал его галстук-талисман… | | Дмитрий Зверьков                                                             |
| 176 | Эффект внушения                      | Царёва без разрешения взяла родительские деньги и купила косметику для дальнейшей перепродажи. Однако вернуть вложенные средства ей не удалось. К распространению косметики подключаются Вайнштейн и его друзья… | | Максим Туханин, Игорь Филиппов                                               |
| 177 | Назад в будущее                      | К Лёше Калитину приезжает девушка, с которой он раньше дружил. Отношения Леры и Лёши под угрозой… | | Людмила Пивоварова                                                           |
| 178 | Футбол, театр, свидание              | Отец купил билеты на футбол, любимая девушка в театр. Вопрос — что выбрать?.. | | Ирина Гелос                                                                  |
| 179 | Знакомство с родителями              | Девушка Пушкина терпеть не может учителей. Влюблённый Пушкин скрывает от неё, что работает в школе. Но готов ли он к тому, что её папа — сам директор Комаров?.. | | Настя Карева                                                                 |
| 180 | Гуманоид                             | Егоров поспорил с Мазуренко на поцелуй, что выполнит любое её желание. Только желание оказалось непростым — танцующий гуманоид… | | Настя Карева                                                                 |
| 181 | Танцы плюс                           | По дороге к Мазуренко Гриндерса и его друзей задерживает милиционер, которому очень интересно узнать, что находится в коробке с надписью «Химическая опасность»… | | Настя Карева                                                                 |
| 182 | Поклонник                            | Мазуренко знакомится с солидным мужчиной, но вскоре ей надоедают его ухаживания. Как же избавиться от назойливого поклонника?.. | | Кристина Кобзева                                                             |
| 183 | Таинственные незнакомки              | Лера и Наташа решили тайно проверить верность своих парней, а мама физика Александра Сергеевича решила устроить ему тайное свидание с незнакомкой… | | Татьяна Гурьянова                                                            |
| 184 | Таинственные незнакомки              | История с таинственными незнакомками принимает неожиданный оборот. Теперь уже парни, догадавшиеся о проверке, решают начать свою игру… | | Татьяна Гурьянова                                                            |
| 185 | C Днём рождения!                     | Руслан Алишеров решил привлечь внимание Люси Мазуренко весьма оригинальным способом… | | Рауф Кубаев                                                                  |
| 186 | C Днём рождения!                     | Мазуренко, увидев, что Алишеров стал объектом женского внимания, начинает ревновать… | | Рауф Кубаев                                                                  |
| 187 | Клуб одиноких волков                 | Парни из 11 «Б» решили порвать с женщинами навсегда. Но вскоре ребята понимают, что одиночество — это не свобода, а самый великий комплекс в мире… | | Кристина Кобзева                                                             |
| 188 | Сектант                              | В школу приходит новый мальчик, и Люся с Наташей решают на него поспорить… | | Борис Хан                                                                    |
| 189 | Кортик                               | У Лёши Калитина пропадает кортик, который отец должен был подарить ему на день рождения… | | Дмитрий Зверьков                                                             |
| 190 | Слёзы Мазуренко                      | Одноклассники, устав от выходок Мазуренко, решают доказать новенькому, что Люся — настоящая стерва… | | Рауф Кубаев                                                                  |
| 191 | Слёзы Мазуренко                      | Поняв, что даже лучшая подруга считает её стервой, Люся решает измениться… | | Рауф Кубаев                                                                  |
| 192 | Интересное кино                      | Гриндерс и Калитин решают разыграть одноклассников, тайно сняв их на веб-камеру. Только вот кино получилось интереснее, чем ожидалось… | | Дмитрий Зверьков                                                             |
| 193 | Квартира в аренду                    | Гриндерс и Белкин решают подзаработать, но, как всегда, не обошлось без приключений… | | Сергей Сергеев                                                               |
| 194 | Вечер любви                          | Решившие «повзрослеть» Калитин и Вайнштейн вместо свидания со своими девушками оказываются в весьма глупом положении… | | Сергей Сергеев                                                               |
| 195 | Чего хочет женщина?                  | Из семьи Вайнштейна уходит мама. Даня и его друзья должны помочь папе вернуть маму домой… | | Полина Гудиева                                                               |
| 196 | Место встречи изменить нельзя        | Нечасто случается так, чтобы родители ушли на всю ночь. На эту ночь возлагаются слишком много надежд. А всё, что «слишком», чревато осложнениями… | | Татьяна Гурьянова                                                            |
| 197 | Долгие проводы                       | Выдуманный отъезд Гриндерса неожиданно становится настоящим… | | Кристина Кобзева                                                             |
| 198 | Сватовство                           | Маме Пушкина очень хочется нянчить внуков. Она знакомит сына с соседкой, молодой девушкой. Состоится ли роман?.. | | Людмила Пивоварова                                                           |
| 199 | Австралия                            | Лида Иванова уезжает в Австралию на каникулы, а Лёша Бурундуков остаётся в Москве ждать любимую… | | Настя Карева                                                                 |
| 200 | Москва — Мельбурн                    | Проходит время, а от Лиды нет ни одного письма. Забеспокоившись, Лёша собирается в Австралию на поиски… | | Настя Карева                                                                 |
| 201 | Прощальное письмо                    | Письмо от Лиды всё-таки пришло, но получила его лучшая подруга Катя Трофимова, которая к тому же безумно любит Бурундукова и не знает, как сообщить то, что пишет Лида, и при этом не потерять любимого навсегда… | | Настя Карева                                                                 |
| 202 | Любовь                               | У Трофимовой и Бурундукова всё наладилось, а вот у Царёвой и Вайнштейна — наоборот. Тут ещё некстати со сборов возвращается Артём Зюляев и невольно подливает масла в огонь… | | Настя Карева                                                                 |
| 203 | Звёздная болезнь                     | В школе проходит кастинг для сериала о школьниках, в котором неожиданно побеждает Егоров, являющийся ещё и вратарём школьной футбольной команды… | | Дмитрий Зверьков                                                             |
| 204 | Короткое замыкание                   | Банальное короткое замыкание становится не только причиной сгоревшего чайника, но и первого поцелуя Коли и Даши… | | Настя Карева                                                                 |
| 205 | Цирк                                 | Гриндерс, Калитин и Белкин решают заработать на бесплатных билетах в цирк… | | Настя Карева                                                                 |
| 206 | Решебники                            | Нет ничего проще, чем переписать задачу у товарища. Но в жизни приходится рассчитывать только на свои силы. Здесь уже не найдёшь ответа в решебнике… | | Людмила Пивоварова                                                           |
| 207 | Допинг                               | Где бы взять такую таблетку, чтобы можно было, проглотив её, с лёгкостью ответить по любому предмету, не уча? У Данилы Вайнштейна такая таблетка нашлась, правда, с побочным эффектом… | | Дмитрий Зверьков                                                             |
| 208 | Тяжело в учении                      | Во время контрольной Царёва списывала у Вайнштейна и попалась. Данила берёт вину на себя и получает двойку. Но кто у кого списывал на самом деле? Впрочем, учителям сейчас не до того: у них самих масса поводов для волнений — в школе идёт переаттестация… | | Дмитрий Зверьков                                                             |
| 209 | Домик на Валдае                      | По школе прошёл слух, что всеми любимый директор Борис Иванович Комаров решает уйти на пенсию. Чтобы этого не допустить, 11 «Б» приступает к решительным действиям… | | Борис Хан                                                                    |
| 210 | Крепкий орешек                       | Гриндерс договорился встретиться с девушкой, с которой познакомился в Интернете, но она оказалась совсем не такой, какой он себе представлял, поэтому он решает представиться Данилой… | | Настя Карева                                                                 |
| 211 | Школьный сайт                        | Чтобы вернуть себе доступ в интернет, Данила Вайнштейн придумывает одну маленькую хитрость. Вот только благодаря этой хитрости все его одноклассники оказываются под родительским колпаком… | | Вадим Шмелёв                                                                 |
| 212 | Трудно быть мачо                     | Каким должен быть мачо? Задавшись этим вопросом, Сергей Эдуардович был вынужден сесть на диету… | | Дмитрий Зверьков                                                             |
| 213 | Я не сплю ночами                     | Данила Вайнштейн придумал оригинальный способ исправить четвертные оценки, но малость увлёкся… | | Вадим Шмелёв                                                                 |
| 214 | Парижанин                            | Что делать, если у твоей девушки друг — парижанин? Конечно же, показать, кто в школе хозяин… | | Дмитрий Зверьков                                                             |
| 215 | Герой нашего времени                 | Калитин хочет попасть на конкурс вместо Алишерова. Но на пути встала Мазуренко… | | Виктория Авдеенко                                                            |
| 216 | Тайна "Тихой заводи"                 | В школу пришёл спасатель с «Тихой заводи» наградить человека, который вытащил накануне девушку из воды. Но вот беда: спаситель не назвался, а всё, что от него осталось — промокшая куртка… | | Александр Замятин                                                            |
| 217 | Искуситель                           | Рядом со школой строят новый коммерческий лицей. И учителям, и ученикам очень сложно удержаться от перехода из обычной школы в место, где всё включено… | | Александр Бачило                                                             |
| 218 | Акула пера                           | В школу приходит журналист с целью написать статью о современных подростках. И всё бы хорошо, если бы не одно «но»… | | Дмитрий Зверьков                                                             |
| 219 | Несбывшееся предсказание             | Гриндерс и Мазуренко решают заработать на продаже липовых гороскопов… | | Тамара Надареишвили                                                          |
| 220 | Лучший подарок                       | Мазуренко пригласила на день рождения весь класс. Но придут ли одноклассники, если они разделились?.. | | Александр Замятин                                                            |
| 221 | Стопроцентное доверие                | Ксюша Лисицына и Тамара Ивановна отдали деньги незнакомому человеку, который очень нуждался в помощи. Он обещал вернуть. Неужели всё-таки обманет?.. | | Настя Карева                                                                 |
| 222 | Инструкция для Казановы              | Волков решает покорить Лисицыну с помощью советов из журнала… | | Дмитрий Зверьков                                                             |
| 223 | Доверенные лица                      | Даня и Наташа ссорятся. Чтобы их помирить, Лера Пронина и Лёша Калитин становятся их доверенными лицами. Проблема лишь в том, что у каждого из них своя правда и никто не хочет уступать… | | Настя Карева                                                                 |
| 224 | Закон Ома                            | 11 «Б» и физик Александр Сергеевич активно ходят в походы. И всё бы хорошо, если бы не успеваемость, которая резко упала по всем предметам, кроме физики… | | Александр Замятин                                                            |
| 225 | Оборотная сторона медали             | После победы Вайнштейна на городской олимпиаде по физике он становится весьма популярной личностью: его фото публикует одна из центральных газет. Данила предвкушает прелести такой известности. Но нет ли у этой медали оборотной стороны?.. | | Дмитрий Зверьков                                                             |
| 226 | День правды                          | Гриндерс поспорил, что весь день не будет врать. В результате он поссорился не только с одноклассниками, но и с любимой девушкой. Но что делать, если на кону любимые ботинки?.. | | Шабан Муслимов                                                               |
| 227 | Проверочная для учителей             | Важно ли знать всю школьную программу, если будешь, например, поэтом? Над этим вопросом и решил поразмыслить неугомонный 11 «Б»… | | Вадим Шмелёв                                                                 |
| 228 | Паутина лжи                          | Из-за футбольного матча Калитин пропустил важную консультацию по математике. Пытаясь найти приемлемое оправдание своего прогула, Алексей ищет помощи у одноклассников, умоляя их солгать. Постепенно в водоворот событий втягиваются всё новые и новые люди. Сможет ли, в конце концов, Алексей выпутаться из этой паутины тотального вранья?.. | | Дмитрий Зверьков                                                             |
| 229 | Детектор лжи                         | Волков изобретает детектор лжи, из-за которого в школе начинается настоящий переполох… | Волков Анатолий Петрович, Сергей Эдуардович Авдеев, Тамара Ивановна Румянцева, Павел Сергеевич | Борис Хан                                                                    |
| 230 | Давай поженимся                      | Волков делает Лисицыной предложение в весьма своеобразной форме… | Волков Анатолий Петрович, Ксения Лисицына, Сергей Эдуардович Авдеев, Тамара Ивановна Румянцева | Дмитрий Курилов                                                              |
| 231 | Свидание под ударом                  | Попытавшись отпроситься на свидание, Гриндерс навлекает на себя большие неприятности… | Максим Егоров, Евгения Николаевна Моторина | Настя Карева                                                                 |
| 232 | Подшефные и «шефы»                   | В школе решено установить шефство над учениками младших классов. Конечно же, 11 «Б» не может остаться в стороне… | Максим Егоров, Ольга Давыдовна, Настя Румянцева, Ксения Лисицына, Коля | Вадим Шмелёв                                                                 |
| 233 | Спасатель                            | Руслану Алишерову нравится Люся Мазуренко, но девочка не отвечает на чувства несчастного влюблённого. В дело вмешивается мама Руслана. А между тем учителя отказываются делать прививки от гриппа. Что же делать медсестре?.. | Руслан Алишеров, Лёша Бурундуков, Люся Мазуренко, Катя Трофимова, мама Лёши и Руслана, Сергей Эдуардович Авдеев, Анна Марковна, Зоя Тихоновна                                                       | Елена Званцова                                                               |
| 234 | Книга рекордов Гриндерса             | В 11 «Б» появилась своя книга рекордов. Среди одноклассников начинается битва за право быть первым в данной книге… | Данила Вайнштейн, Максим Егоров | Борис Хан                                                                    |
| 235 | Магнитные бури                       | Учителя и ученики чувствуют себя неважно: Вайнштейн всё забывает, физик путает, а завуч мучается головной болью. А виной всему магнитные бури… | Данила Вайнштейн, Евгения Николаевна Моторина, Александр Сергеевич Пушкин | Борис Хан                                                                    |
| 236 | Сюрприз на годовщину                 | Сергей Эдуардович забывает важную семейную дату, а Даня Вайнштейн решает разыграть свою девушку, сделав вид, что забыл про юбилей их отношений… | Данила Вайнштейн, Люся Мазуренко, Тамара Ивановна Румянцева, Сергей Эдуардович Авдеев, Наташа Царёва, Максим Егоров                                                                                 | Дмитрий Зверьков                                                             |
| 237 | Пятнадцать минут славы               | Даня Вайнштейн написал сценарий для телевидения «Школьная рапсодия». Учителя и одноклассники недовольны своими образами… | Данила Вайнштейн, Марина Леонидовна Рузина, Евгения Николаевна Моторина, Максим Егоров | Шабан Муслимов                                                               |
| 238 | Худеющий                             | Пашу Белкина неожиданно взяли в школьную команду по спелеологии, но есть одна проблема — костюмчик оказался не по размеру… | | Кристина Кобзева                                                             |
| 239 | Не судьба                            | Старая знакомая пригласила физрука Авдеева поработать на море в летнем лагере. Зарплата хорошая, но есть одно условие: ехать надо без жены… | | Николай Истомин, А. Истомина                                                 |
| 240 | Травма                               | Даню Вайнштейна избили на улице, и, чтобы не опозориться, он сказал, что упал с брусьев на физкультуре… | | Александр Бачило                                                             |
| 241 | Своя рубашка ближе к телу            | Что делать, если друзья просят вещи поносить и забывают вернуть? Именно с этой проблемой столкнулась Наташа Царёва. Слава богу, что на помощь всегда могут прийти взрослые… | | Наталья Ворожбит                                                             |
| 242 | Призрак Гриндерса                    | Гриндерс решил пошутить. Вот только результат получился крайне неожиданным… | | Алёна Рубик                                                                  |
| 243 | Тесты для настоящих мужчин           | Баба Аня влюбилась в психолога, а Арсений не знает, как объяснить полюбившей его девушке, что он любит другую, и между ними ничего не может быть… | | Настя Карева                                                                 |
| 244 | Находка                              | Гриндерс нашёл под лестницей кошелёк с долларами, а Сергей Эдуардович Авдеев потерял все деньги, отложенные на ремонт… | | Юрий Фёдоров                                                                 |
| 245 | Экстрасенс                           | Гриндерс демонстрирует чудеса чёрной магии… | | Борис Хан                                                                    |
| 246 | В целях саморекламы                  | Люся Мазуренко и Анжелика Селивёрстова поспорили, кто из них более фотогеничная. И всё бы хорошо, да только в этот спор оказалась втянутой почти вся школа во главе с завучем… | | Наталья Ворожбит                                                             |
| 247 | Приступ глупости                     | Испугавшись за свою мужскую свободу, Арсений Арцыбашев решает обратиться за помощью к друзьям. И они, конечно же, не могут отказать… | | Дмитрий Зверьков                                                             |
| 248 | www.coolweb.ru                       | Гриндерс и Вайнштейн мечтают победить в конкурсе популярного журнала. Приз отхватит тот, о ком лучше всех напишет его лучший друг. И это не обязательно одноклассник… | Даня Вайнштейн, Максим Егоров, Наташа Царёва, Люся Мазуренко, Коля | Настя Карева по сюжету победителя конкурса «COOL-ные Истины» Инги Глушаковой |
| 249 | Деньги не пахнут                     | Данила Вайнштейн устраивается на работу. И всё было бы хорошо, если бы не Гриндерс, случайно узнавший, что Даня, оказывается, занимается не совсем законным делом… | Данила Вайнштейн, Наташа Царёва, Максим Егоров, Люся Мазуренко, Марина Леонидовна Рузина, Маргарита Валентиновна Виноградова                                                                        | Дмитрий Зверьков                                                             |
| 250 | Охота на Волкова                     | Волков и Калитин решили поспорить, какие парни нравятся девушкам — «мачо» или «ботаники»… | | Шабан Муслимов                                                               |
| 251 | Урок бизнеса                         | В школе проводится конкурс на лучший рекламный слоган. Приз — 200$ и место в рекламном агентстве… | Лера Пронина, Люся Мазуренко, Лёша Калитин, Пётр Алексеевич Калитин | Дмитрий Зверьков                                                             |
| 252 | Дым без огня                         | Учителей неожиданно лишают премии. А Гриндерс решил поучаствовать в табачной лотерее… | | Дмитрий Зверьков                                                             |
| 253 | Решительные действия                 | Катя и Гриндерс наконец-то выясняют отношения и становятся парнем и девушкой. Вот только есть одна маленькая проблема — брат Кати, по ошибке принятый за её ухажёра. Гриндерс подрабатывает в рок-клубе. А брат Кати Андрей Михайлович начал работать… | Катя Трофимова, Андрей Михайлович Трофимов, Максим Егоров, Марина Леонидовна Рузина, Лёша Калитин, Данила Вайнштейн                                                                                 | Вадим Шмелёв                                                                 |
| 254 | Джентльмены                          | В 11 «Б» появляется новый ученик — Федя Бакланов. Учителя решают сделать женщину из «синего чулка» Рузиной… | Марина Леонидовна Рузина, Андрей Михайлович Трофимов, Федя Бакланов, Ирина Сергеевна Вишневская | Александр Замятин                                                            |
| 255 | Слухи                                | В 11 «Б» решают выяснить, чему больше верят люди — плохому или хорошему… | Андрей Михайлович Трофимов, Анжелика Селивёрстова, Лёша Калитин | Александр Детков                                                             |
| 256 | Тест на совместимость                | Анатолий Волков скачивает в интернете психологический тест, в результате которого ссорится не только весь 11 «Б», но и физрук Сергей Эдуардович со своей женой… | Данила Вайнштейн, Наташа Царёва, Люся Мазуренко, Сергей Эдуардович, Тамара Ивановна, Анатолий Петрович Волков, Ксения Лисицына                                                                      | Наталья Ворожбит                                                             |
| 257 | Стилист                              | Гриндерс попадает на «бабки» и придумывает оригинальный способ, как их вернуть… | Максим Егоров, Лёша Калитин, Арсений Арцыбашев, Люся Мазуренко, Сергей Эдуардович | Александр Кореньков                                                          |
| 258 | Коллективный разум                   | Даня Вайнштейн берётся доказать Анатолию Волкову, что, если работать в команде, можно из любого троечника сделать отличника… | Данила Вайнштейн, Федя Бакланов, Максим Егоров, Катя Трофимова, Анатолий Петрович Волков | Шабан Муслимов                                                               |
| 259 | Аукцион                              | Гриндерс и Вайнштейн устраивают аукцион по продаже конспектов десятиклассникам. Неожиданно в нём принимает участие вся школа… | Данила Вайнштейн, Максим Егоров, ученики 10 «А», Федя Бакланов, Борис Иванович Комаров | Александр Замятин                                                            |
| 260 | Бог любви Гриндерс                   | Гриндерс берётся помочь отношениям брата Кати Трофимовой и учителя химии Вишневской. Ведь они любят друг друга, но никак не могут объясниться… | Ирина Сергеевна Вишневская, Андрей Михайлович Трофимов, Максим Егоров, Катя Трофимова | Сергей Калужанов                                                             |
| 261 | Давай поспорим                       | Гриндерс и Вайнштейн поспорили, верна ли Вайнштейну его девушка. У Рузиной пропадают задачи для важной контрольной… | Данила Вайнштейн, Максим Егоров, Наташа Царёва, Люся Мазуренко, Лёша Калитин, Александр Сергеевич Пушкин, Марина Леонидовна Рузина                                                                  | Григорий Белогрибов                                                          |
| 262 | Здравствуйте, я ваша няня!           | Наташа Царёва решила учиться за границей. И всё бы хорошо, но есть одно условие — нужно двести часов отработать няней… | Наташа Царёва, Данила Вайнштейн, Настя Румянцева, Сергей Эдуардович, Тамара Ивановна, Анна Марковна                                                                                                 | Елена Кутявина, Виктория Авдеенко                                            |
| 263 | Битва титанов                        | Бакланов устраивает тотализатор на компьютерных играх. Учителя ищут способ выполнить приказ завуча… | Данила Вайнштейн, Максим Егоров, Федя Бакланов, Андрей Михайлович Трофимов, Сергей Эдуардович, Пётр Алексеевич Калитин                                                                              | Игорь Князев                                                                 |
| 264 | Любит? Не любит?                     | Федя Бакланов добивается любви первой красавицы класса Анжелики Селивёрстовой, а Руслан Алишеров и Арсений Арцыбашев ведут нешуточные бои за сердце Люси Мазуренко… | Федя Бакланов, Анжелика Селивёрстова, Максим Егоров, Люся Мазуренко, Руслан Алишеров, Арсений Арцыбашев                                                                                             | Шабан Муслимов                                                               |
| 265 | Собака Павлова                       | Сергей Эдуардович решил заработать, присмотрев за собакой друга. Только это оказалось не так-то просто… А Руслан Алишеров пытается вернуть плеер Феди Бакланова, отобранный учителем ОБЖ… | Сергей Эдуардович, Пётр Алексеевич Калитин, Лёша Калитин, Руслан Алишеров, Федя Бакланов, Настя Румянцева, Марина Леонидовна Рузина                                                                 | Настя Карева                                                                 |
| 266 | Бунт отличников                      | Одноклассники не приглашают Волкова и Лисицыну на свои вечеринки, считая их «ботаниками». Ксюша и Толя решают доказать, что это далеко не так, что и они умеют «отрываться». И Толян наряжается рэпером, а Ксюха оделась по-молодёжному… | | Борис Хан                                                                    |
| 267 | Под чужим именем                     | Катя и Гриндерс решили поступать в институт на математический факультет. И всё бы хорошо, если бы не экзамен по математике, который Максим обещал сдать во что бы то ни стало, но его знаний для этого явно не хватает. И тогда находится гениальный выход, приведший, правда, к печальным последствиям… | | Дмитрий Курилов                                                              |
| 268 | Шоу Петровича                        | Ученик 11 «Б» уверен, что сможет запросто существовать под прицелом веб-камеры, транслирующей его жизнь в Интернет. Но, не заручившись согласием отца и своей девушки, которые тоже вхожи в квартиру с установленным подглядывающим устройством, он подставляет их… | Лёша Калитин, Максим Егоров, Даня Вайнштейн, Лера Пронина, Калитин Пётр Алексеевич, Моторина Евгения Николаевна                                                                                     | Кристина Кобзева                                                             |
| 269 | Удар молнии                          | Чего только не выдумаешь, чтобы «честно» прогулять урок! И вот во время лабораторной по физике один из учеников «получает» удар током. Но «пострадавший» на этом не останавливается. Он утверждает, что электрический удар «сделал его гением»… | Федя Бакланов, Лёша Калитин, Максим Егоров, Александр Сергеевич Пушкин, Марина Леонидовна Рузина, Пётр Алексеевич Калитин                                                                           | Дмитрий Зверьков                                                             |
| 270 | Телефонный вирус                     | Эпидемия гриппа «скосила» не только половину учеников школы, но и ремонтников телефонной станции, на которой случилась авария. В итоге Калитин, Вайнштейн и Трофимова сидят дома и не могут даже перезваниваться. Связующим звеном между больными становятся Федя Бакланов. А это — пострашнее эпидемии… | Федя Бакланов, Лёша Калитин, Максим Егоров, Катя Трофимова, Даня Вайнштейн, Авдеев Сергей Эдуардович, Калитин Пётр Алексеевич, Трофимов Андрей Михайлович, Лужина Анна Марковна                     | Александр Бачило                                                             |
| 271 | Ты — мне, я — тебе                   | Выручив однажды молодого учителя Трофимова, попавшего в щекотливую ситуацию, Гриндерс считает, что теперь педагог ему очень обязан, и обращается к нему с рядом «ответных просьб» — в основном об улучшении успеваемости одноклассников. Трофимов становится заложником «дружеских» отношений с учеником… | Максим Егоров, Катя Трофимова, Арсений Арцыбашев, Трофимов Андрей Михайлович, Вишневская Ирина Сергеевна                                                                                            | Максим Туханин                                                               |
| 272 | Богатенькая невеста                  | Бывшая ученица школы, а ныне «крутая бизнес-леди» Королькова, влюбившись в Калитина, донимает его ухаживаниями. Чтобы избавиться от настырной «невесты», ребята разыгрывают целый спектакль с Алексеем в главной роли! Да ещё — в какой!.. | Лёша Калитин, Марина Королькова, Лера Пронина, Максим Егоров, Ксения Лисицына, Калитин Пётр Алексеевич                                                                                              | Олег Грибков                                                                 |
| 273 | Спектакль для Анжелики               | Ученик 11 «Б» безответно влюблён в красавицу-одноклассницу. Парень решает доказать девушке, что способен влюбить в себя любую женщину — например, школьную секретаршу, жену физрука… | Федя Бакланов, Анжелика Селивёрстова, Люся Мазуренко, Людмила Васильевна, Румянцева Тамара Ивановна, Авдеев Сергей Эдуардович                                                                       | Елена Кутявина, Виктория Авдеенко                                            |
| 274 | Репетиторша                          | Калитин получил «два» по литературе, и его отец нанял ему репетиторшу. Лёша придумывает хитроумный план, как избавиться от занятий… | Лёша Калитин, Даня Вайнштейн, Лера Пронина, Даня Вайнштейн, Калитин Пётр Алексеевич, Моторина Евгения Николаевна, Татьяна Ивановна Фионова                                                          | Дмитрий Зверьков                                                             |
| 275 | Кто пойдёт в кино?                   | Гриндерс не может пойти в кино и продаёт билеты Калитину и Прониной. А те отдают билет Калитину-старшему и Моториной. Они не предполагали, чем это закончится… | Лёша Калитин, Лера Пронина, Максим Егоров, Даня Вайнштейн, Калитин Пётр Алексеевич, Моторина Евгения Николаевна                                                                                     | Дмитрий Зверьков                                                             |
| 276 | Тайна имени                          | Четыре ученицы устроили вечер гадания. Их парни из-за ревности решили поменять бумажки обычных имён на их имена. Авдеев и Трофимов играют в футбольный тотализатор… | Лёша Калитин, Лера Пронина, Катя Трофимова, Максим Егоров, Наташа Царёва, Люся Мазуренко, Арсений Арцыбашев, Даня Вайнштейн, Трофимов Андрей Михайлович, Авдеев Сергей Эдуардович                   | Григорий Белогрибов                                                          |
| 277 | Будьте здоровы!                      | Двое из учеников 11 «Б» заболели детской болезнью. Они даже не предполагали, чем это обернётся. Авдеев и Румянцева готовятся к годовщине свадьбы… | Лёша Калитин, Лера Пронина, Катя Трофимова, Максим Егоров, Наташа Царёва, Люся Мазуренко, Румянцева Тамара Ивановна, Авдеев Сергей Эдуардович                                                       | Григорий Белогрибов                                                          |
| 278 | Страхование от двоек                 | Предприимчивый ученик 11 «Б» придумал новый вид бизнеса: он взялся страховать одноклассников от двоек. Теперь получать двойки стало выгодно! Учителя, возмущённые этой затеей, сами пускаются на авантюру, чтобы обанкротить предприятие зарвавшегося бизнесмена… | Федя Бакланов, Максим Егоров, Лёша Калитин, Даня Вайнштейн, Катя Трофимова, Вишневская Ирина Сергеевна, Трофимов Андрей Михайлович                                                                  | Борис Хан                                                                    |
| 279 | Фирма «Эльдорадо»                    | У Бакланова появляется новая идея: страховать учителей от несчастных случаев на уроке. Помня, чем закончилась история со страхованием одноклассников от двоек, он запасается поддельными документами менеджера отдела продаж фирмы «Эльдорадо». И это поначалу срабатывает!.. | Федя Бакланов, Максим Егоров, Лёша Калитин, Калитин Пётр Алексеевич, Авдеев Сергей Эдуардович | Борис Хан                                                                    |
| 280 | Испытание славой                     | Ученик 11 «Б» добился успеха на литературном поприще — в журнале напечатали его рассказ. Его девушка начинает опасаться, что теперь парень зазнаётся и бросит её. Чтобы не потерять его, она решает стать ещё более знаменитой… | Даня Вайншейн, Катя Трофимова, Наташа Царёва, Люся Мазуренко, Арсений Арцыбашев | Елена Кутявина, Виктория Авдеенко                                            |
| 281 | Мужской заговор                      | Гриндерс и Вайнштейн устраивают заговор среди мужской части класса против Анжелики Селивёрстовой. И всё для того, чтобы она, наконец, обратила внимание на безнадёжно влюблённого в неё Федю Бакланова. Как ни странно, задумка начинает срабатывать, но информация о заговоре просачивается и доходит до самой Селивёрстовой… | Анжелика Селивёрстова, Федя Бакланов, Катя Трофимова, Лёша Калитин, Даня Вайнштейн, Наташа Царёва, Максим Егоров, Авдеев Сергей Эдуардович                                                          | Ирина Гелиос                                                                 |
| 282 | Подарок                              | Что подарить своей девушке на день рождения? Как поступить с подарком, если тот, как выяснится, вызывает у именинницы самую настоящую аллергическую реакцию? Что делать, если выяснится, что у «подарка» внезапно обнаружится истинный хозяин? Эти и другие задачи предстоит решить ученикам 11 «Б»… | Максим Егоров, Катя Трофимова, Даня Вайнштейн, Федя Бакланов, Лера Пронина, Лёша Калитин, Калитин Пётр Алексеевич                                                                                   | Саша Гончарова                                                               |
| 283 | Предсказатель будущего               | Если бы дар предвидения будущего вдруг открылся у Гриндерса, в это бы никто не поверил. Но случилось это с «ботаником» Волковым. И к нему тут же выстроилась очередь желающих заглянуть «в завтра». Самого же Анатолия Волкова волнует только одно — поверит ли Ксения Лисицына в то, что после школы она выйдет за него замуж?.. | Ксения Лисицына, Анатолий Волков, Даня Вайнштейн, Катя Трофимова, Максим Егоров, Авдеев Сергей Эдуардович, Пушкин Александр Сергеевич                                                               | Александр Детков                                                             |
| 284 | Гвианская серия                      | Данила Вайнштейн при одноклассниках хвастается папиной коллекцией марок, венцом которой является редчайшая серия из пяти раритетов Британской Гвианы. На следующий день он обнаруживает, что все пять марок исчезли. В паре с «опытным детективом» Баклановым Данила приступает к «расследованию». Подозреваемые — все одноклассники… | Даня Вайнштейн, Катя Трофимова, Федя Бакланов, Максим Егоров, Лёша Калитин, Люся Мазуренко, Трофимов Андрей Михайлович, Вишневская Ирина Сергеевна                                                  | Александр Бачило                                                             |
| 285 | Настоящий мужчина                    | Чтобы привлечь внимание Селивёрстовой, Федя Бакланов, начитавшись женских журналов, решает блеснуть перед одноклассницами знаниями о женских проблемах и интересах. С ним начинают дружить все девочки, и он даже позволяет им стричь и красить себя. А парни всерьёз переживают за Федю, ведь мужского в нём остаётся всё меньше и меньше… | | Наталья Ворожбит                                                             |
| 286 | Вечер открытых сердец                | Девочки из 11 «Б» договариваются втайне от мальчишек провести «вечер открытых сердец». Но об этом становится известно одному из парней. Он предлагает одной из одноклассниц выгодную сделку: бесплатный сайт в интернете в обмен на кассету с записью вечера. Девушка соглашается… | | Елена Кутявина, Виктория Авдеенко                                            |
| 287 | Бойцовая рыбка                       | Ученик 11 «Б» вызывает товарища на бой аквариумных рыбок. Но проблема в том, что у него самого нет вовсе никакой рыбки. Тем временем директор школы доверяет на время свою рыбку физруку. Неожиданно рыбка директора пропадает… | | Кристина Кобзева                                                             |
| 288 | Приступ хвастовства                  | Бакланов сгоряча пообещал ребятам, что Селивёрстова завтра приготовит ему что-нибудь вкусное и придёт к нему на свидание. В тот же день он сказал Пушкину, что пишет стихи, и пообещал принести почитать. Как теперь выполнить всё это? За помощью Бакланов идёт к Даниле Вайнштейну. Но что придумать, чтобы Вайнштейн взялся выручить его?.. | Федя Бакланов, Даня Вайнштейн, Анжелика Селивёрстова, Наташа Царёва, Пушкин Александр Сергеевич, Авдеев Сергей Эдуардович, Румянцева Тамара Ивановна, Максим Егоров, Лёша Калитин, Анатолий Волков  | Наталья Ворожбит                                                             |
| 289 | Няньки                               | Физрук Авдеев, пообещав приятелю починить телевизор, приглашает посидеть с десятилетней дочкой Настей «ботаников» Волкова и Лисицыну. Оставшись с ними, «заводная» Настя отрывается по полной, и вскоре то, что началось как уход за ребёнком, выливается в самое настоящее соревнование на выносливость… | | Сергей Калужанов                                                             |
| 290 | Властелин колец                      | Приятель Бакланова, студент художественного училища, предлагает «реализовать» несколько одинаковых колец, изготовленных в училище в качестве курсовой работы. Бакланов берётся за дело, и скоро его одноклассники и даже физрук Авдеев приобретают для своих любимых по «уникальному кольцу работы известного мастера». Вот только долго ли все эти кольца будут оставаться «уникальными»?.. | | Александр Бачило                                                             |
| 291 | За красивые глазки                   | Получив «двойку» по биологии, Люся Мазуренко решает прийти вечером к молодому учителю Трофимову, очаровать его и уговорить поставить ей «пятёрку» просто так. «Пятёрку» она получает, и не одну! Её одноклассники уверены, что всё дело в «красивых глазках». Они и не догадываются, что на самом деле «пятёрки» даются Люсе ох как нелегко!.. | | Наталья Ворожбит                                                             |
| 292 | О чём сказал тест                    | Молодому педагогу никак не удаётся собрать материал для диссертации о нравах молодёжи — старшеклассники стесняются учителя. Помочь преподавателю берётся их одноклассница, которая уверена, что хитростью сможет вытянуть правду из самого чёрта… | | Олег Грибков                                                                 |
| 293 | Королевские подвески                 | Бриллиантовые серьги, подаренные завучу её кавалером, приносят с собой полную неразбериху: они теряются, находятся и вновь исчезают. Кто в этом виноват, и вернутся ли серьги к своей хозяйке?.. | | Кристина Кобзева                                                             |
| 294 | Седина в бороду                      | Ученик 11 «Б», пытаясь расторгнуть помолвку своего деда, объявляет ему в ответ о своём намерении жениться. Парень срочно подыскивает себе «невесту» среди своих одноклассниц… | | Александр Кореньков                                                          |
| 295 | Доставка на дом                      | Доставка на дом — услуга чрезвычайно удобная. Но порой случаются и забавные казусы: кому-то по ошибке достаётся букет цветов, а кому-то — мешок картошки… | | Кристина Кобзева                                                             |
| 296 | Любители футбола                     | «Ботаник» Волков выигрывает поездку на чемпионат мира по футболу. Футбол он терпеть не может и поэтому устраивает розыгрыш путёвки среди одноклассников. Поездку выигрывает Лисицына, но она тоже не любит футбол и тоже устраивает розыгрыш. Вопрос — если путёвку снова выиграет Волков, что он с ней сделает?.. | | Наталья Ворожбит                                                             |
| 297 | Пиковый интерес                      | На уроке литературы Моторина рассказывает о том, что во времена её молодости ученики создавали клубы «романтиков» и «влюблённых поэтов» и устраивали разные весёлые чудачества. Вайнштейн решает, что если создать такой клуб, любые мелкие шалости педагоги начнут воспринимать с пониманием. В сообщники он берёт Гриндерса. И скоро в школе начинается такое!.. | | Максим Туханин                                                               |
| 298 | Берегитесь женщин                    | Ученик 11 «Б» разрешил одноклассницам поиграть на компьютере. Неожиданно компьютер перестал работать. Поломка оказалась пустяшной, но парень не стал говорить об этом девушкам, а решил выжать все возможные плюсы из их чувства вины… | | Дмитрий Зверьков                                                             |
| 299 | Кавказский пленник                   | Ученик 11 «Б» в шутку согласился жениться на девушке, которую он никогда даже и не видел. Его приятели решили устроить ему розыгрыш и тут же предъявили скороспелому жениху его наречённую невесту… | | Кристина Кобзева                                                             |
| 300 | Добрая подружка для всех             | Легко ли живётся на свете доброму, безотказному человеку? Тебя просят посидеть с маленькими детьми, тайно передать любовное письмо, составить компанию в походе на концерт, отвадить докучливого ухажёра подружки и... И всё это в один и тот же день, в один и тот же час!.. | | Дмитрий Курилов                                                              |
| 301 | Миллионы Гриндерса                   | Ученик 11 «Б» нежданно-негаданно получает миллионное наследство. Новость вмиг разлетается по школе. Теперь парню предстоит узнать на собственном опыте, легко ли быть миллионером. Даже если ты миллионер, то всего лишь на один день… | | Лора Князева                                                                 |
| 302 | Мнимый больной                       | Как обратить на себя внимание красавицы? Перепробовав все способы, ученик 11 «Б» решает «слечь с тяжёлой простудой», дабы вызвать жалость и сострадание возлюбленной. Удастся ли безнадёжно влюблённому парню достигнуть желаемого эффекта?.. | | Игорь Князев                                                                 |
| 303 | Армрестлинг                          | Калитин, похваляясь перед Гриндерсом своей физической силой, заключает с ним пари на то, что если провести чемпионат школы по армрестлингу, Калитин его выиграет. Ставка в споре довольно большая, и Гриндерс один за другим «готовит» соперников Калитину. Перебрав всех учеников, он приглашает принять участие в чемпионате учителей… | | Шабан Муслимов                                                               |
| 304 | Бизнесмены                           | Имеет ли смысл подрабатывать в ущерб занятиям? Как вести себя в должности руководителя? Двоим ученикам 11 «Б» предстоит столкнуться с этой непростой житейской арифметикой… | | Ирина Кармирьян                                                              |
| 305 | Школьный роман                       | Парень и девушка, ученики 11 «Б», выигрывают в конкурсе приз — романтическое путешествие за границу. Но счастливая пара ещё не подозревает, чем обернётся для них их удача. Вскоре обычный школьный роман перерастёт в бурную интригующую драму… | | Дмитрий Зверьков                                                             |
| 306 | Ой, мороз, мороз!                    | Учителя решают устроить для себя вечер отдыха «по-молодёжному». Ученики узнают об этом, но не верят, что учителя способны на настоящий «современный оттяг». Возникает своего рода спор. Крутить музыку на учительской вечеринке приглашён Гриндерс. Что же это будет за музыка? «Ой, мороз, мороз!» или всё же что-нибудь «покруче»?.. | | Шабан Муслимов                                                               |
| 307 | Дела сердечные                       | Попав в номинацию «Лучшие учителя», Трофимов и Вишневская умудряются переругаться. Учителя и ученики, намереваясь восстановить их отношения, действуют не сговариваясь и только мешают друг другу. Активнее других участвует в «операции примирения» неугомонный Гриндерс. А это обычно приводит к непредсказуемым результатам… | | Шабан Муслимов                                                               |
| 308 | Обещание                             | Ученик 11 «Б» не умеет сдерживать свои обещания. Одноклассницы решают его проучить — соглашаться на любые его просьбы, но потом их не выполнять. Девчонки не ожидают, что парень этим сможет ловко воспользоваться… | | Александр Замятин                                                            |
| 309 | Прет-а-порте                         | Девчонки из 11 «Б» собрались на элитное дефиле мужской моды в клуб, куда вход для них бесплатный, зато кавалерам зрелище должно обойтись в кругленькую сумму. Чтобы переманить зрительниц, мальчики решают организовать альтернативный показ мод… | | Кристина Кобзева                                                             |
| 310 | Мистические сеансы                   | Люся Мазуренко устраивает у себя дома мистические сеансы, на которых чудесным образом угадывает, кого из одноклассников завтра вызовут к доске. Раз за разом её прогнозы сбываются, и одноклассники требуют всё новых и новых сеансов. Вот только самой Люсе это начинает надоедать. Или она предчувствует скорое разоблачение?.. | | Наталья Ворожбит                                                             |
| 311 | Страсти по Анжелике                  | Анжелика Селивёрстова думала, что парни из её класса относятся к ней несерьёзно. И вдруг они по очереди стали признаваться ей в давней симпатии. Да что там — почти в любви! Что это — сговор? Розыгрыш? Скорее всего… Вот только как быть с учителем физкультуры Авдеевым, который, кажется, тоже решил в чём-то признаться ей?.. | | Вадим Шмелёв                                                                 |
| 312 | Сила рекламы                         | У Арсения Арцыбашева всё пошло кувырком — и в учёбе, и в личной жизни. Узнав об этом, Данила Вайнштейн решает, что Арсению может помочь правильно организованная рекламная кампания. Причём результаты будут видны уже на следующий день. Но в ход должно пойти всё — и «наружная реклама», и «реклама на радио», и «школьный пиар» — слухи… | | Наталья Ворожбит                                                             |
| 313 | Есть контакт                         | Чтобы «приобрести в глазах возлюбленной романтический ореол», ученик 11 «Б» выдумывает историю о том, что его похитили инопланетяне. Но история приобретает совсем иной оборот, когда в школе появляется журналистка в поисках материала о неординарных детях… | | Дмитрий Зверьков                                                             |
| 314 | Игра в дротики                       | Как распорядиться квартирой в отсутствие родителей? Ученик 11 «Б» собирается устроить романтическое свидание со своей девушкой. Однако у его друга совсем другие планы на этот счёт… | | Дмитрий Зверьков                                                             |
| 315 | Бесприданница                        | Ученики решают поставить ко дню театра пьесу «Бесприданница». Режиссёром назначают Бакланова, но скоро выясняется, что у него очень странные представления о режиссуре, и группа ребят во главе с Вайнштейном начинает репетировать без него. Бакланов же «принимает решение» взять на главные роли учителей, и теперь уже вся школа живёт ожиданием премьеры… | | Наталья Ворожбит                                                             |
| 316 | Хэллоуин для влюблённых              | В школе во время праздничного маскарада одной из учениц 11 «Б» таинственный незнакомец в маске признаётся в любви. Девушка теряется в догадках, кто бы это мог быть. Она заинтригована и, во что бы то ни стало, намерена выяснить это… | | Григорий Белогрибов                                                          |
| 317 | Формула удачи                        | Двое парней из 11 «Б» решают разыграть товарища — смонтировать видеозапись тиража лотереи, в которую тот играет. Но случайной жертвой розыгрыша становится и учитель физики… | | Александр Гриценко                                                           |
| 318 | Шантаж                               | Аттестату ученицы 11 «Б» грозит «тройка» по ОБЖ. Что предпринять, чтобы исправить положение? Девушка не находит лучшего способа, чем пойти на откровенный и грубый шантаж сына военрука… | | Татьяна Гурьянова                                                            |
| 319 | Тишина! Камера! Мотор!               | Парень, желая обратить на себя внимание возлюбленной, добивается эпизодической роли в кино и идёт на съёмки, прогуливая в очередной раз урок физкультуры. Но вскоре выясняется, что волею случая съёмка этого эпизода будет проходить в квартире самого учителя физкультуры… | | Александр Замятин                                                            |
| 320 | Президентские гонки                  | Никто не хочет быть старостой класса. Вернее — не хотел, пока название этой должности не изменили и не назначили выборы «президента класса». Гриндерс и Вайнштейн, первыми узнав об этом, вступают в «предвыборную борьбу». И тут уже, как говорится, все средства хороши. Даже если электорат — это твои одноклассники… | | Шабан Муслимов                                                               |
| 321 | Ключ без права передачи              | Двое учеников 11 «Б» просят у приятеля на время его отъезда ключ от подсобки. Они втайне желают заработать на этом, сдав учителю физкультуры это помещение в аренду. Но на следующий день ничего не подозревающий об этом хозяин подсобки является в школу. Оказывается, он никуда не уехал и у него есть свои счёты с физруком… | | Кристина Кобзева                                                             |
| 322 | Шпионы                               | Парень подозревает, что его возлюбленная с кем-то встречается тайком. Он просит товарища пошпионить за ней. Увлёкшийся слежкой новоявленный Шерлок Холмс отодвигает свою девушку на второй план. Та начинает подозревать, что у него появилась другая… | | Кристина Кобзева                                                             |
| 323 | Дорога в никуда                      | В школе стали появляться странные плакаты с похожим сюжетом: парень и девушка уходят по дороге в темноту. И скоро пропали неизвестно куда Гриндерс с Катей Трофимовой, а потом — Вайнштейн и Наташа Царёва. Ученики в ужасе, учителя в панике, а тем временем новый плакат возвестил, что настала очередь Лёши Калитина и Леры Прониной… | | Борис Хан                                                                    |
| 324 | Презумпция невиновности              | Ученики решают проверить на «прочность» учителя химии и подкладывают в тетрадь с контрольной работой Бакланова деньги. Бакланов получает двойку. Ученики в недоумении: деньги-то Вишневская взяла и возвращать, похоже, не собирается. Об эксперименте становится известно директору. Но «делать выводы» и «принимать меры» он не спешит… | | Шабан Муслимов                                                               |
| 325 | Все звёзды                           | Как доказать своей девушке, что ты обладаешь талантом эстрадной звезды? Троим друзьям предстоит пройти долгий путь творческих исканий и горьких разочарований, прежде чем они смогут продемонстрировать своим девчонкам, на что они способны… | | Александр Замятин                                                            |
| 326 | Штанга                               | Парень разбил вазу, приготовленную ему девчонками на день рождения. Он думает, что погубил подарок, приготовленный классом учителю физкультуры. Парень в отчаянии — мало того, что у него проблемы с физкультурой, так ещё и эта ваза… Он решает сам выбрать подарок физруку… | | Настя Карева                                                                 |
| 327 | Мужская психология                   | В 11 «Б» считается, что сын военрука слишком уверен в себе, чтобы его можно было хоть чем-нибудь задеть. Девчонки решают сбить с самоуверенного парня спесь. Они задумывают хитроумный план и приводят его в действие. Но никто из них не ожидает, что это вскоре породит совсем другую проблему… | | Дмитрий Зверьков                                                             |
| 328 | Самородок                            | Завуч обязывает провинившегося ученика подготовить рисунок на творческий конкурс. Парень просит нарисовать этот рисунок одну из младшеклассниц, а та, в свою очередь, уборщицу. Неожиданно этим рисунком заинтересовывается известная галерея… | Максим Егоров, Настя Румянцева, Анна Фёдоровна, Рузина Марина Леонидовна, Румянцева Тамара Ивановна                                                                                                 | Кристина Кобзева                                                             |
| 329 | Анаконда                             | Парень приносит в дом своей девушки живого ужа и просит присмотреть за ним, пока он сам «морально подготовит» своего деда к приёму нового жильца. Но змея таинственным образом пропадает из коробки. Перед ребятами стоит задача — найти её, пока она кого-нибудь до смерти не испугала… | Максим Егоров, Катя Трофимова, Даня Вайнштейн, Трофимов Андрей Михайлович, Вишневская Ирина Сергеевна, Авдеев Сергей Эдуардович                                                                     | Дмитрий Зверьков                                                             |
| 330 | Учительская газета                   | В «Учительской газете» появилась разгромная статья о школе. Завуч школы решает, что это дело рук кого-то из учителей. Она начинает расследование. Своё расследование ведут и ученики во главе с Данилой Вайнштейном. Под подозрение попадают то один, то другой — и ученики, и учителя. И даже уборщица Анна Фёдоровна… | Максим Егоров, Даня Вайнштейн, Лёша Калитин, Люся Мазуренко, Руслан Алишеров, Рузина Марина Леонидовна, Авдеев Сергей Эдуардович, Трофимов Андрей Михайлович, Анна Фёдоровна, Зимин Павел Сергеевич | Шабан Муслимов                                                               |
| 331 | Модная профессия                     | Может ли профессия уборщицы стать модной? Вы скажете — нет. А если в школе заболеет уборщица, и завуч попросит учеников заменить её? Всё равно — нет? А если отказ поработать «уборщицей» грозит срывом концерта любимой музыкальной группы? Всё равно — нет? Вот и Люся Мазуренко так тоже считала. До поры до времени… | Арсений Арцыбашев, Люся Мазуренко, Даня Вайнштейн, Лёша Калитин, Федя Бакланов, Калитин Пётр Алексеевич, Рузина Марина Леонидовна, Румянцева Тамара Ивановна, Авдеев Сергей Эдуардович              | Наталья Ворожбит                                                             |
| 332 | Смысловые галлюцинации               | Ученица 11 «Б» снялась в клипе музыкальной группы «Смысловые галлюцинации». Но прежде чем клип выйдет на телевизионные экраны, это событие породит в 11 «Б» массу самых невероятных слухов и домыслов… | Анжелика Селивёрстова, Лёша Калитин, Люся Мазуренко, Арсений Арцыбашев, Наташа Царёва, Трофимов Андрей Михайлович, Авдеев Сергей Эдуардович                                                         | Дмитрий Зверьков                                                             |
| 333 | Игры доброй неволи                   | У Гриндерса есть шанс занять первое место в соревнованиях по игре в «Квейк», а значит, школа получит новую компьютерную технику. Его вынуждают беспрерывно тренироваться, и скоро он начинает тихо ненавидеть «Квейк». Чтобы избавиться от него, Гриндерс решает сделать вид, что от компьютера у него «поехала крыша». Для этого он начинает вести себя в жизни так, как будто это — не жизнь вовсе, а компьютерная «стрелялка»… | Максим Егоров, Даня Вайнштейн, Федя Бакланов, Анжелика Селивёрстова, Катя Трофимова, Авдеев Сергей Эдуардович, Рузина Марина Леонидовна                                                             | Максим Туханин                                                               |
| 334 | Женские слабости, мужские недостатки | Если девочки утверждают, что они способны сварить борщ, а мальчики им не верят, если мальчики считают себя настоящими мужчинами, а девочки только смеются над ними, то единственный способ доказать что-то друг другу — перейти от слов к делу. А вот что из этого выйдет?.. | | Наталья Ворожбит                                                             |
| 335 | Я вам пишу                           | Катя Трофимова одалживает Лёше Калитину учебник. Тот находит в ней записку с признанием в любви. Полагая, что послание предназначено ему, он считает своим долгом всё честно рассказать об этом Гриндерсу. Но, как выясняется, сделать это не так легко… | | Дмитрий Зверьков                                                             |
| 336 | Короткий путь                        | Мазуренко даёт Арсению отставку. Желая отвлечь его от тяжких дум, друзья знакомят его с другой девушкой. Люся неожиданно начинает ревновать. Играя на этом сильном чувстве, ребята собираются восстановить пару… | | Дмитрий Зверьков                                                             |
| 337 | Призвание                            | Гриндерс, поссорившись с Катей Трофимовой, решительно настроен перейти в другую школу. В то же время выясняется, что и Рузина переходит из школы на работу в РОНО. Удастся ли коллегам завуча и друзьям парня уговорить обоих остаться?.. | | Алексей Ушаков                                                               |
| 338 | Раздвоение личности                  | Ирина Сергеевна, поссорившись с Трофимовым, в сердцах заявляет, что больше не будет с ним разговаривать. Ученики 11 «Б» делают ставки на то, заговорит она с ним или нет. Но полную сумятицу вносит неожиданно объявившаяся «сестра» химички, похожая на неё как две капли воды… | | Дмитрий Зверьков                                                             |
| 339 | Доброта без границ                   | Одноклассники обвиняют Люсю Мазуренко в том, что она злая, и она решает доказать, что это не так. Узнав о её обещании стать доброй, одноклассники нарочно провоцируют её на «добрые поступки»: берут у неё деньги, просят помирить поссорившихся и позаниматься с отстающими. Но очень скоро это надоедает и самой Люсе, и одноклассникам… | | Наталья Ворожбит                                                             |
| 340 | Двадцать пятый кадр                  | Узнав от Гриндерса и Вайнштейна про эффект 25-го кадра, Бакланов решает с его помощью влюбить в себя Селивёрстову. Вставив в её любимый фильм «нужную информацию» (конечно же, не без помощи Вайнштейна и Гриндерса), Бакланов дарит кассету Селивёрстовой. А она даёт её посмотреть всем одноклассникам!.. | | Наталья Ворожбит                                                             |
| 341 | Браслет                              | Даже самый обыкновенный браслет может превратиться в мистический амулет, приносящий его обладателю сплошные неприятности. Если однажды поверить в это, то так непременно и случится. Этой идеей ловко воспользовались ученики 11 «Б», чтобы вернуть утерянный браслет его настоящему владельцу… | | Дмитрий Зверьков                                                             |
| 342 | Эксперимент                          | Всем известно, что Федя Бакланов — не подарок. Никто не спорит, что он всем давно надоел. Но когда однажды он исчез, все сразу заволновались и даже стали раскаиваться. Каждому казалось, что это лично он виноват в исчезновении Феди. Стали вспоминать его положительные качества, кто не мог вспомнить — придумывал. И все желали только одного — чтобы Фёдор вернулся… | | Наталья Ворожбит                                                             |
| 343 | Ломка стереотипов                    | В повседневной жизни все ученики 11 «Б» предсказуемы: и диджей Гриндерс, и модница Мазуренко, и всегда воспитанная Лера Пронина, и обжора Бакланов, и уж тем более — «ботаник» Волков. Но однажды эта ситуация утомила всех, и класс решил радикально измениться… | | Шабан Муслимов                                                               |
| 344 | Торт с сюрпризом                     | Люся Мазуренко собирается устроить грандиозную вечеринку и договаривается об аренде целого кафе. Она приводит сюда Катю Трофимову, чтобы та заранее приготовила торт. Но оказывается, что той необходимо срочно уходить. Чтобы задержать подругу и заставить готовить торт, девушка решает идти на обман… | | Дмитрий Зверьков                                                             |
| 345 | Компромат                            | К Бакланову случайно попадает плёнка с записью довольно откровенного разговора между Калитиным и Мазуренко. Бакланов начинает их шантажировать. Калитин и Мазуренко готовы выполнять любые условия, лишь бы плёнка не попала в руки Прониной и Арцыбашева. Но вечно это продолжаться не может… | | Наталья Ворожбит                                                             |
| 346 | Пессимистическая комедия             | Катя Трофимова знакомится в кафе с молодым актёром, который предлагает ей свою помощь в подготовке к кинопробам для сериала. Узнав об этом, Гриндерс начинает ревновать. Он не верит в бескорыстие этого актёра и готов идти на любые ухищрения, чтобы вернуть возлюбленную… | | Дмитрий Зверьков                                                             |
| 347 | Царёва! Будь королевой!              | Вайнштейн решает вывести Царёву из-под влияния самоуверенной Мазуренко и помочь понять, что она достойнее Люси во всех смыслах. Сквозь слёзы и сомнения Царёва идёт к победе. Она не верит в то, что может хоть в чём-то обойти Мазуренко. Но она верит своему Даниле. А это — главное!.. | | Шабан Муслимов                                                               |
| 348 | На всякий пожарный                   | Гриндерс тайно подменяет в кабинете ОБЖ новый огнетушитель на пустой. Исправный огнетушитель понадобился ему на время пожарной инспекции в клубе, где парень работает диджеем. Но инспектор, пришедший в клуб, обнаруживает, что и этот огнетушитель неисправен. Инспектор отправляется с проверкой в школу… | | Дмитрий Зверьков                                                             |
| 349 | День рождения Пушкина                | В школе решают отметить день рождения великого Пушкина, несмотря на то, что он приходится на летние каникулы. Ученики думают, что речь идёт об учителе физики, носящем фамилию Пушкин. Также они решают заодно отметить раньше и день рождения Бакланова, тоже приходящийся на летние каникулы. В школе начинается подготовка трёх праздников сразу… | | Шабан Муслимов                                                               |
| 350 | Прощай, школа!                       | Ещё вчера казалось, что всем хочется поскорее окончить школу, чтобы остались позади контрольные, дежурства, учебники и требования строгих учителей. Но вот наступило время последнего звонка… последний день в школе. Завтра — новая жизнь. Но всё ли успели сказать друг другу и своим учителям наши выпускники? И так ли это радостно — навсегда расставаться со школой?.. | | Шабан Муслимов                                                               |